# Girolamini (Neapel)
Koordinaten: 40° 51′ 6,6″ N, 14° 15′ 30,9″ O

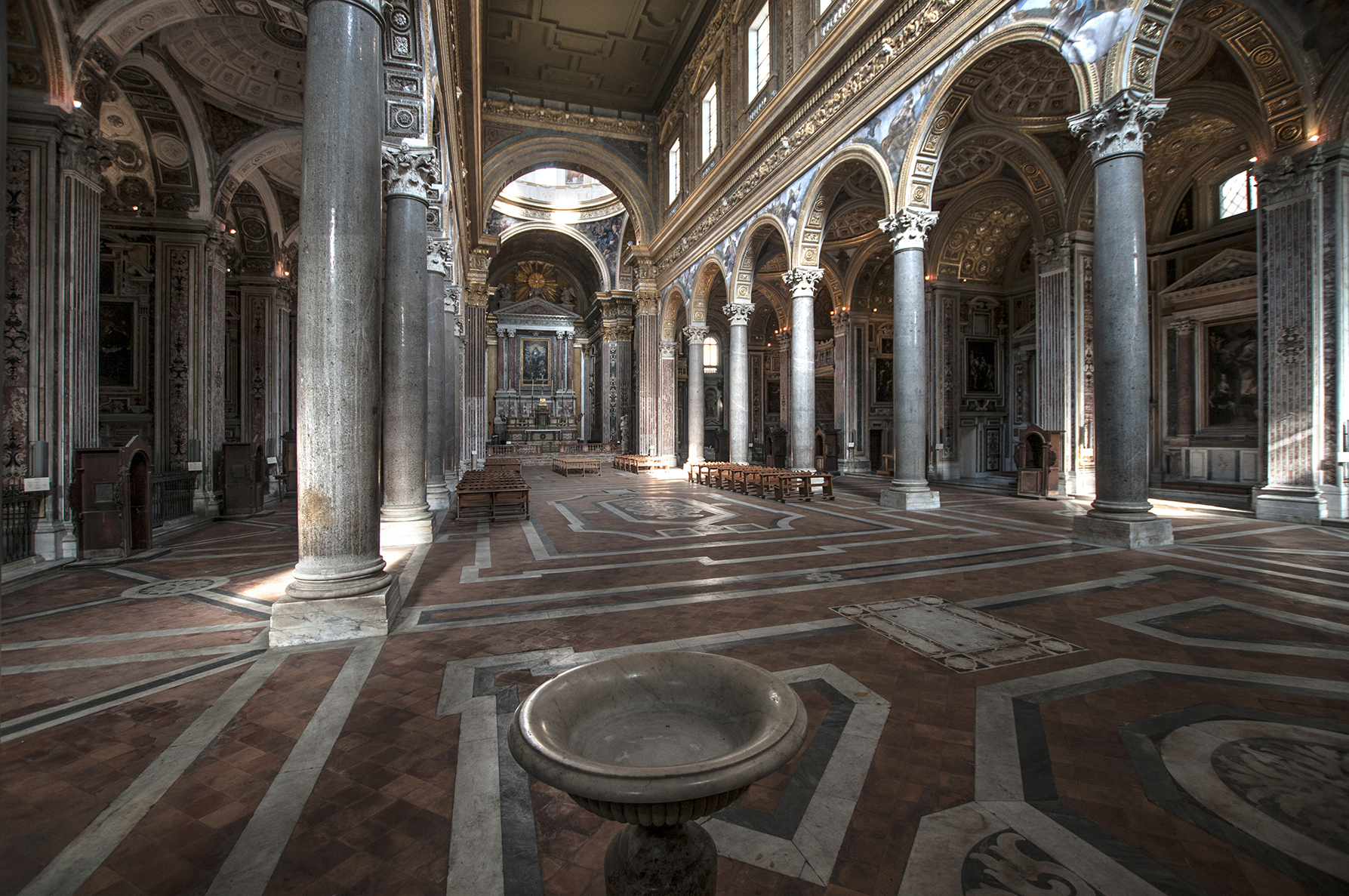
Innenraum mit Apsis und Seitenschiffen

Die Chiesa dei Girolamini (auch: Gerolomini oder Chiesa di San Filippo Neri) ist eine bedeutende Barockkirche des Oratorianerordens in Neapel. Sie ist Maria als Gottesgebärerin (Maria della natività) und allen Heiligen geweiht und gehört zum großen Complesso dei Girolamini mit dem ehemaligen Kloster, Kreuzgängen, Sakristei, dem Oratorio dell’Assunta, der Bildergalerie (Quadreria dei Girolamini) und der berühmten und bedeutenden Bibliothek (Biblioteca dei Girolamini). Die Hauptfassade der Kirche liegt an der Piazza Girolamini.
Die Gebäude waren nach dem Erdbeben von Irpinia 1980 jahrzehntelang wegen Restaurierungsarbeiten geschlossen und wurden 2009–2010 als Museum wiedereröffnet.

## Geschichte
Der Orden der Oratorianer des Heiligen Filippo Neri wurde 1575 auf Wunsch von Papst Gregor XII. gegründet, mit der Bulle Copius in misericordia Dominus. Hauptziele des Ordens waren Lehre, geistige Führung und Predigen.
Nach Neapel kam der Orden 1586 auf Einladung des Erzbischofs von Neapel, Annibale di Capua, seine Mitglieder wurden hier als „Girolamini“ bezeichnet, weil sie in den ersten Jahren ihres Bestehens im römischen Konvent San Girolamo alla Carità lebten. Unter den ersten Oratorianern befanden sich Francesco Maria Tarugi, Giovenale Ancina und Antonio Talpa, die den Palazzo des Kardinals Seripando zu einem Preis von 5800 Dukaten erwarben, mit Hilfe von Spenden des neapolitanischen Adels und des Erzbischofs.

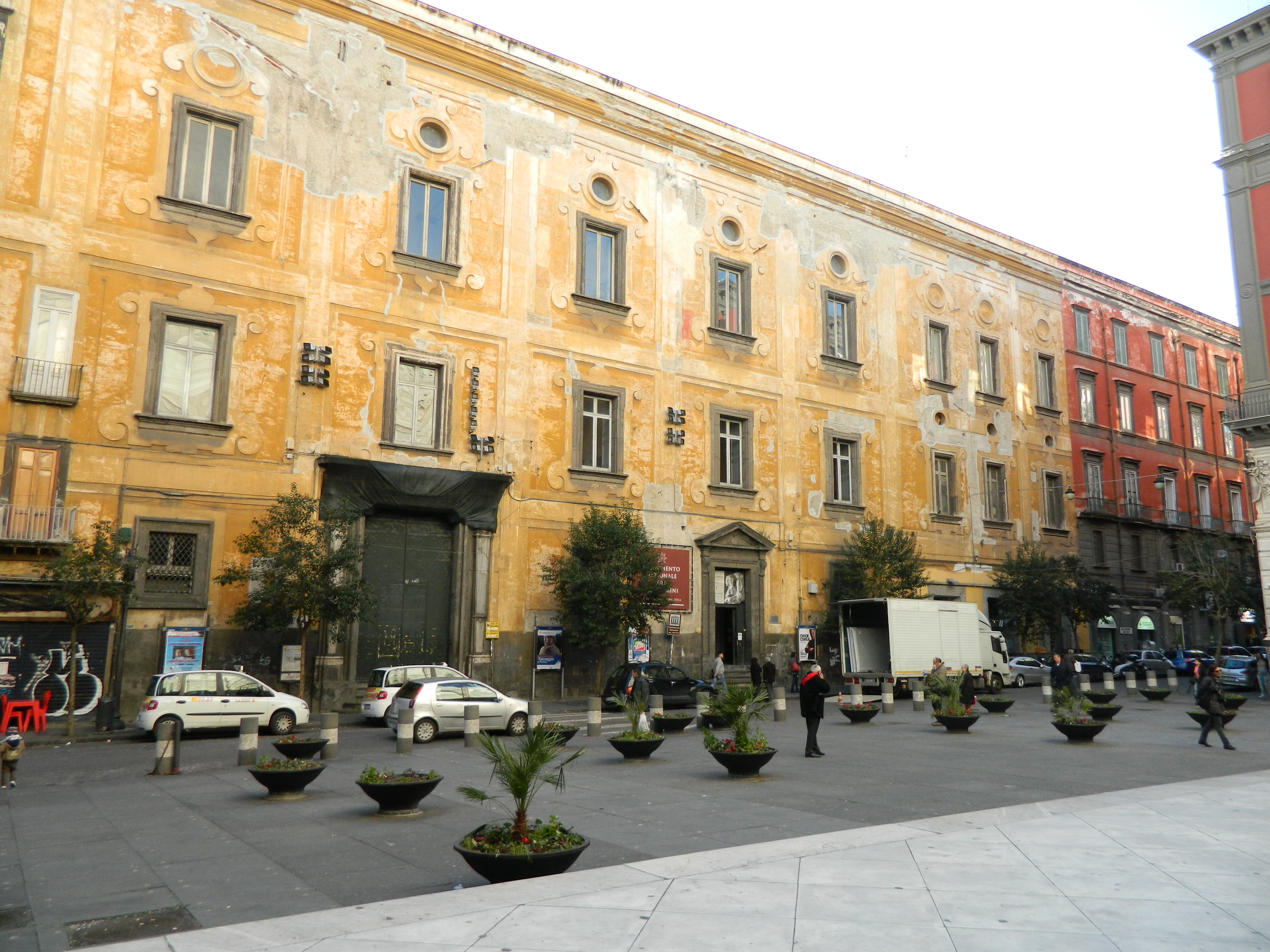
Ehemaliges Kloster (mit Eingang zur Quadreria dei Girolamini)

1587 begann man auf dem Gelände des Palastes mit dem Bau einer kleinen Kirche und eines Oratoriums, auf Höhe der aktuellen Straßennummern 142 und 144 der Via Duomo; die Bauleitung lag wahrscheinlich in den Händen von Dionisio di Bartolomeo Nencioni. In den folgenden Jahren wurden nach und nach benachbarte Grundstücke hinzugekauft, so dass man schließlich über eine große „insula“ von 180 × 68 Metern verfügte; offenbar brauchte man auch ein derart großes Gelände, weil auch die Anzahl der Mönche stieg.
Nach wenigen Jahren war die erste Kirche der Oratorianermönche zu klein und man begann mit einem größeren Projekt nach dem Vorbild der Kirche San Giovanni dei Fiorentini in Rom, wo die römischen Mönche während der Bauarbeiten ihrer neuen Hauptkirche Santa Maria in Vallicella vorübergehend untergebracht waren. Die neue Kirche in Neapel wurde 1592–1619 nach Plänen des Florentiner Architekten Giovanni Antonio Dosio (1533-nach 1609) und des ebenfalls aus Florenz stammenden Architekten Dionisio Nencioni di Bartolomeo (1559–1638) erbaut, unter Mitwirkung des Paters Antonio Talpa. Die alte Kirche und das Oratorium wurden abgerissen, und nach Plänen von Dosio wurde der Kreuzgang „della Porteria“ angelegt (siehe unten).
Auf dem Gebiet der jetzigen Kirche und des Vorplatzes, der 1599 von Domenico Fontana geschaffen worden war, standen zu der Zeit mehrere kleine Kirchen und Kapellen, die man erst ankaufen musste, darunter die Kirchen Santi Simeone e Demetrio, Santi Cosma e Damiano und San Giorgio (genannt San Giorgitiello). Weil und nachdem diese Kirchen abgerissen wurden, widmete man den betreffenden Heiligen in der neuen Kirche als Ersatz die erste Kapelle links vom Eingang.
Die Grundsteinlegung der Kirche fand in symbolischer Weise am Tage Mariä Himmelfahrt im Jahr 1592 statt, und sie wurde der Santa Maria della Natività (Maria und der Geburt Jesu) und allen Heiligen geweiht (Tutti i Santi). 1619 gab es ein Einweihungsfest zur Fertigstellung des Kirchenschiffs. Die eigentliche Kirchweihe fand erst 1658 statt, als auch die kleineren Seitenschiffe fertig waren.
Die Ausgestaltung und Fertigstellung der Kirche zog sich über das gesamte 17. bis zum Ende des 18. Jahrhunderts hin.

## Beschreibung

### Äußeres
Die Fassade ging in ihrer ursprünglichen Form auf Pater Talpa zurück (1614); sie liegt am Largo dei Girolamini, an der via dei Tribunali. Von 1655 an erfolgte eine Neugestaltung durch Dionisio Lazzari mit einem Dekorationsprogramm von Cosimo Fanzago. Sie wurde erst 1780 unter Leitung von Ferdinando Fuga fertiggestellt, unter Verwendung von weißem Marmor und „Bardiglio“.

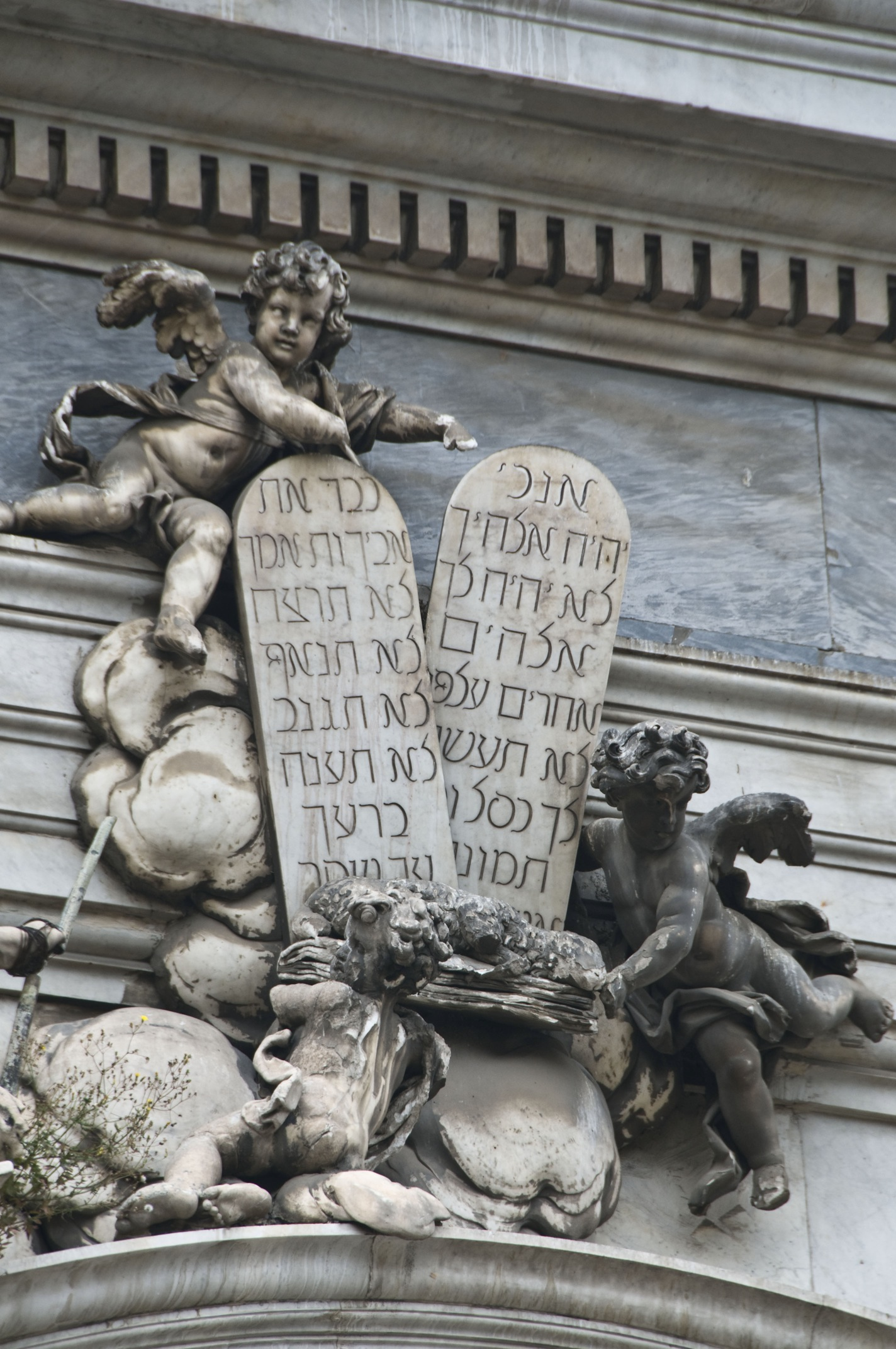
Engel mit den Gesetzestafeln des Mose in hebräischer Schrift von Sanmartino (über dem Hauptportal)

Die relativ breite Fassade ist zweigeschossig und wird vertikal durch weiße kannelierte Pilaster korinthischer Ordnung gegliedert. Das mittlere der drei Eingangsportale ist wesentlich höher als die seitlichen Eingänge. Die Skulpturen von Moses und Aron und die von Engeln getragenen Gesetzestafeln mit hebräischer Schrift über dem Hauptportal sind ein Werk von Giuseppe Sanmartino vom Ende des 18. Jahrhunderts.
Der geschwungene obere Teil der Fassade ist schmaler als der untere und wird in der Mitte über dem Haupteingang durch ein Fenster mit Dreiecksgiebel aufgelockert; im Tympanon darüber ein rundes, von Strahlen umgebenes Medaillon mit einem Relief einer Madonna mit Kind, ebenfalls von Sanmartino – dabei handelt es sich um den Typus der sogenannten Madonna della Vallicella, wie sie in der Hauptkirche der Oratorianer Santa Maria in Vallicella in Rom vorgeprägt ist. Die beiden Figuren von Petrus und Paulus an den oberen Ecken der Fassade wurden von Cosimo Fanzago begonnen und von Sanmartino fertiggestellt.
Nach rechts und links wird die Fassade von zwei Zwillingstürmen mit Uhren gerahmt. Die Kuppel wurde Mitte des 17. Jahrhunderts von Dionisio Lazzari errichtet, aber später im 19. Jahrhundert abgerissen und wiederaufgebaut.

### Inneres

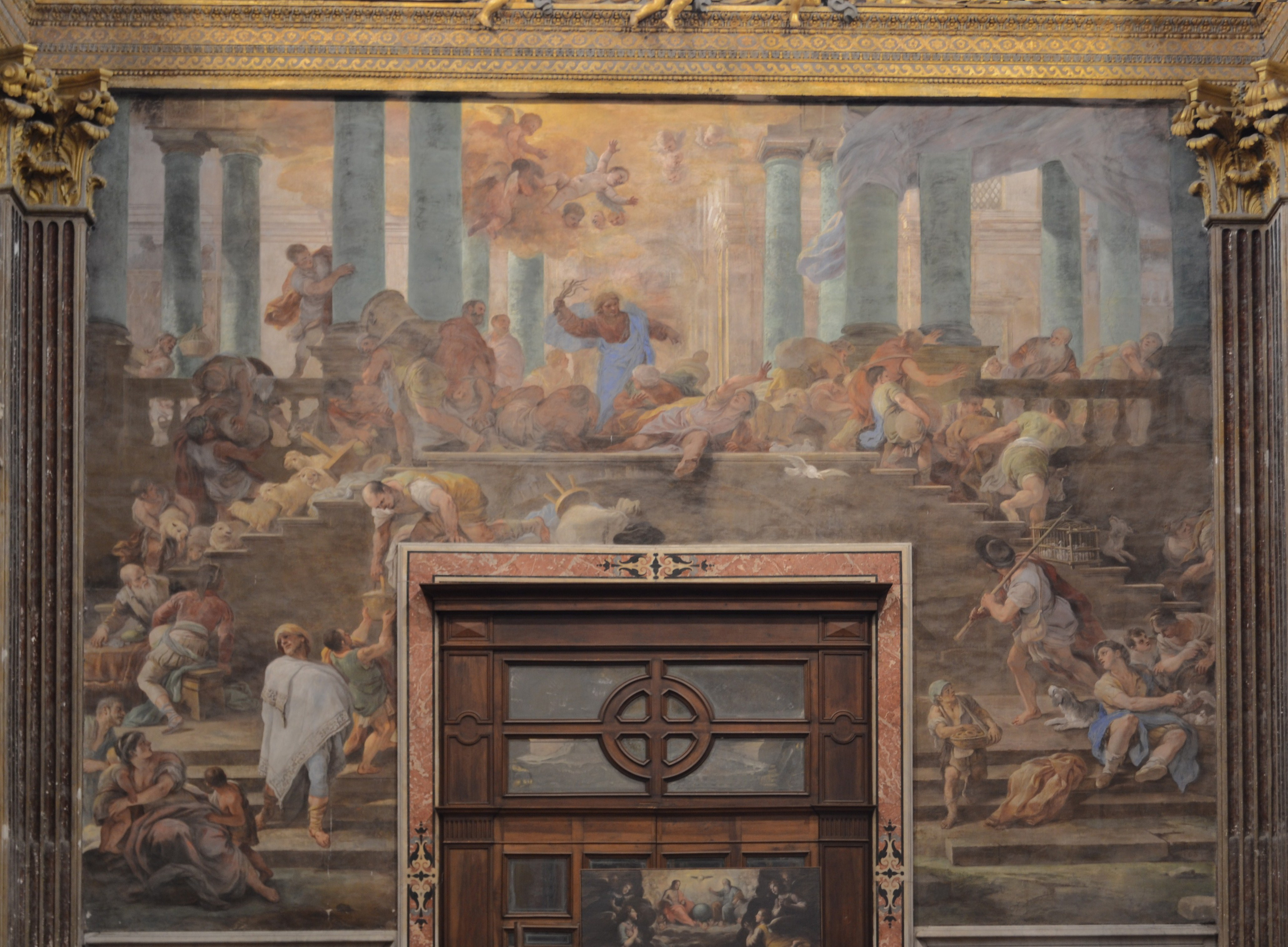
„Jesus verjagt die Händler aus dem Tempel“ von Luca Giordano an der Eingangswand

Im Inneren entfaltet sich einer der prächtigsten Kirchenräume von Neapel, und mit 68 m Länge und 28 m Breite auch einer der größten. Die Form entspricht einem lateinischen Kreuz. Nach allgemeiner Ansicht verrät das Gebäude deutlich die florentinischen Einflüsse, die von seinen Architekten ausging, u. a. am Plan in Form einer Basilika. Maße und Proportionen basieren auf den Vielfachen des Quadrats und die Seitenschiffe sind genau halb so breit wie das Mittelschiff.
An der Innenseite der Eingangswand malte Luca Giordano 1684 die monumentale Szene „Vertreibung der Wechlser aus dem Tempel“.
Die drei Schiffe der Kirche werden durch 12 Säulen aus grauem Granit – sechs auf jeder Seite – voneinander getrennt; sie stammen von der Insel Giglio und konnten mit großzügiger Erlaubnis des Großherzogs der Toskana hierher geschafft werden. Die Fresken mit Heiligenfiguren über den Arkaden zu den Seitenschiffen schuf Giovanni Battista Beinaschi 1681.

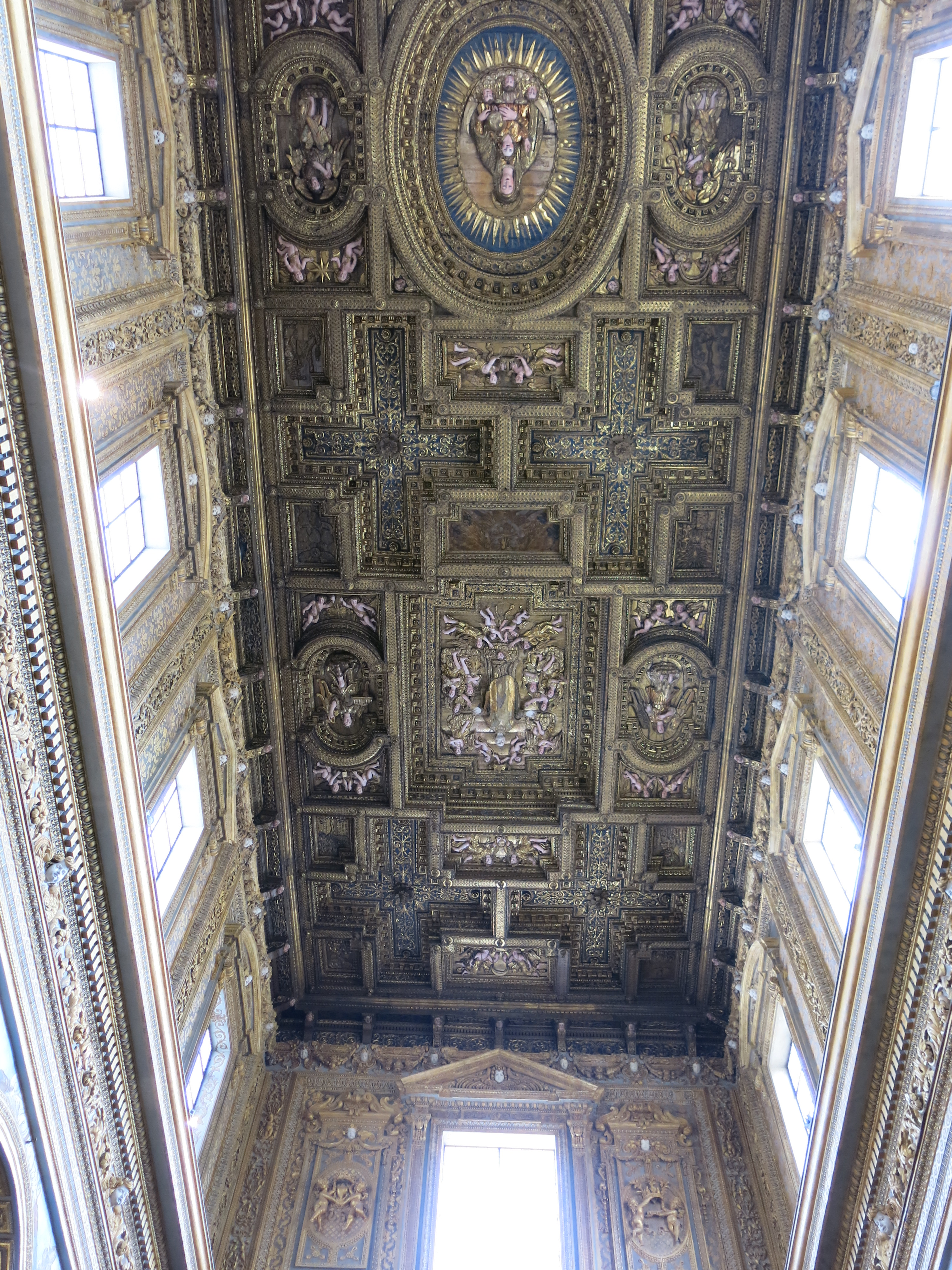
Kassettendecke mit Figuren der Himmelfahrt Mariä und des San Filippo Neri

Dem reich vergoldeten Schmuck der Verzierungen und Ornamente im oberen Teil der Wände, am Gebälk mit Akanthusranken, und an der Decke verdankt die Kirche ihren populären Beinamen Domus Aurea napoletana (Goldenes Haus von Neapel), in Anspielung an die Domus Aurea des Nero. An der fein geschnitzten Kassettendecke sind die Glorie des Heiligen Filippo Neri und die Madonna della Vallicella neben vielen Engeln und Erzengeln dargestellt, sie wurde 1627 von den neapolitanischen Meistern Marcantonio Ferrara, Nicola Montella und Gian Giacomo de Simone geschaffen. Die Decke wurde tragischerweise durch die Bombardierungen von 1943 im Zweiten Weltkrieg schwer beschädigt.
Zwischen Mittel- und linkem Seitenschiff befindet sich eine Gedenkplatte für Giambattista Vico, der nach alten Führern über Neapel im Hypogäum unter der Kapelle der Heiligen Agnes begraben wurde (cappella di Sant’Agnese).
In der Kuppel befinden sich nur noch Reste der Fresken vom „Paradies“, das Camillo Guerra im Laufe der 1845 durchgeführten Rekonstruktionen malte. In den Pendentifs hat sich jedoch die Serie von Evangelisten (1735–1740) von Ludovico Mazzanti erhalten, und die Arkaden des Querschiffs freskierte Francesco Solimena ca. 1727–1730 mit den Figuren von Abraham, Melchisedech, Moses und David. Die Pfeiler der Vierung sind mit einem besonders fein gearbeiteten, üppigen Dekor von polychromem Marmor im typisch neapolitanischen Stil versehen, zwischen den Pilastern mit ihren vergoldeten korinthischen Kapitellen sind u. a. Symbole des Oratorianerordens eingearbeitet: weiße Lilien und das Herz Jesu.

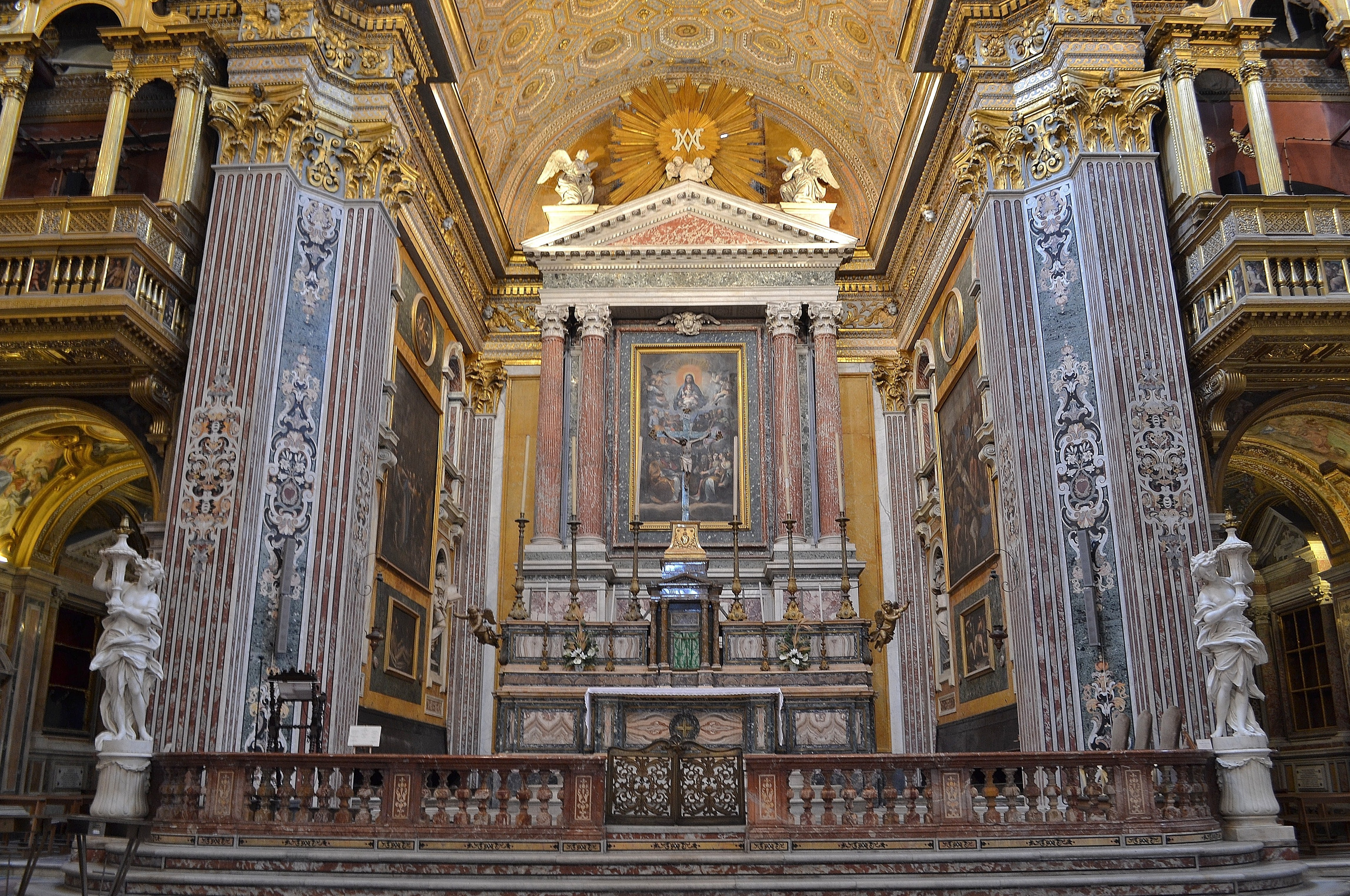
Hauptaltar und Apsis

Im Zentrum der rechteckigen Apsis befindet sich das große Altarbild der Madonna della Vallicella und alle Heiligen von Giovanni Bernardino Azzolino (oder nach anderen Quellen von Luigi Rodriguez); der hier verwendete Typus der Madonna mit Kind basiert auf dem Altarbild in der Kirche Santa Maria in Vallicella (auch: Chiesa Nuova) in Rom (von Rubens nach älterem Vorbild). An den Seitenwänden stellte Belisario Corenzio um 1615 die Gefangennahme Christi und die Kreuzigung dar. In den Nischen stehen hölzerne Skulpturen der Apostel Petrus, Andreas, Johannes und Jakobus von Giuseppe Picano, einem Schüler von Sanmartino (Ende 18. Jahrhundert).

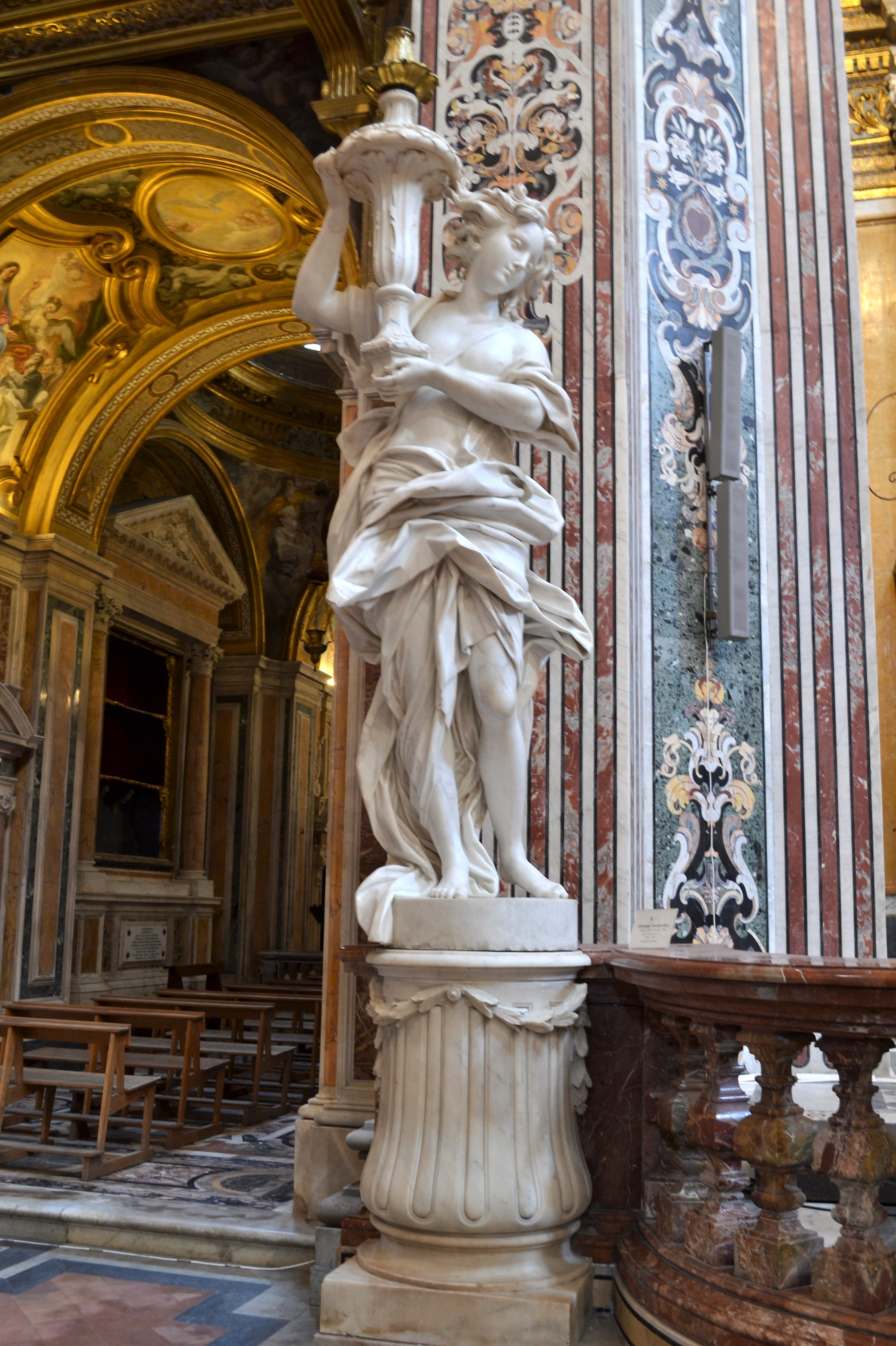
Linker Engelsleuchter von Sanmartino

Die beiden fackeltragenden Engel aus Carrara-Marmor am rechten und linken Ende der Balustrade, die den Chorraum abgrenzt, schuf Giuseppe Sanmartino in den 1780er Jahren; sie waren bis zu Beginn des 21. Jahrhunderts im Museum Capodimonte ausgestellt.
Der Hauptaltar stammt aus dem 19. Jahrhundert, das Original des 17. Jahrhunderts von Dionisio Lazzari befindet sich heute in der Kirche Sant’Agata in Sant’Agata sui Due Golfi, bei Sorrent.
Auf der Tribüne befinden sich zwei Gemälde von Engeln mit den Symbolen der Passion, das eine wird Luca Cambiaso zugeschrieben, das zweite ist nur fragmentarisch erhalten und wurde 1680 von Luca Giordano geschaffen; hinzukommen die Beweinung Christi (1603) von Giovanni Bernardo Azzolino und eine anonyme Geißelung von ca. 1605–1610.

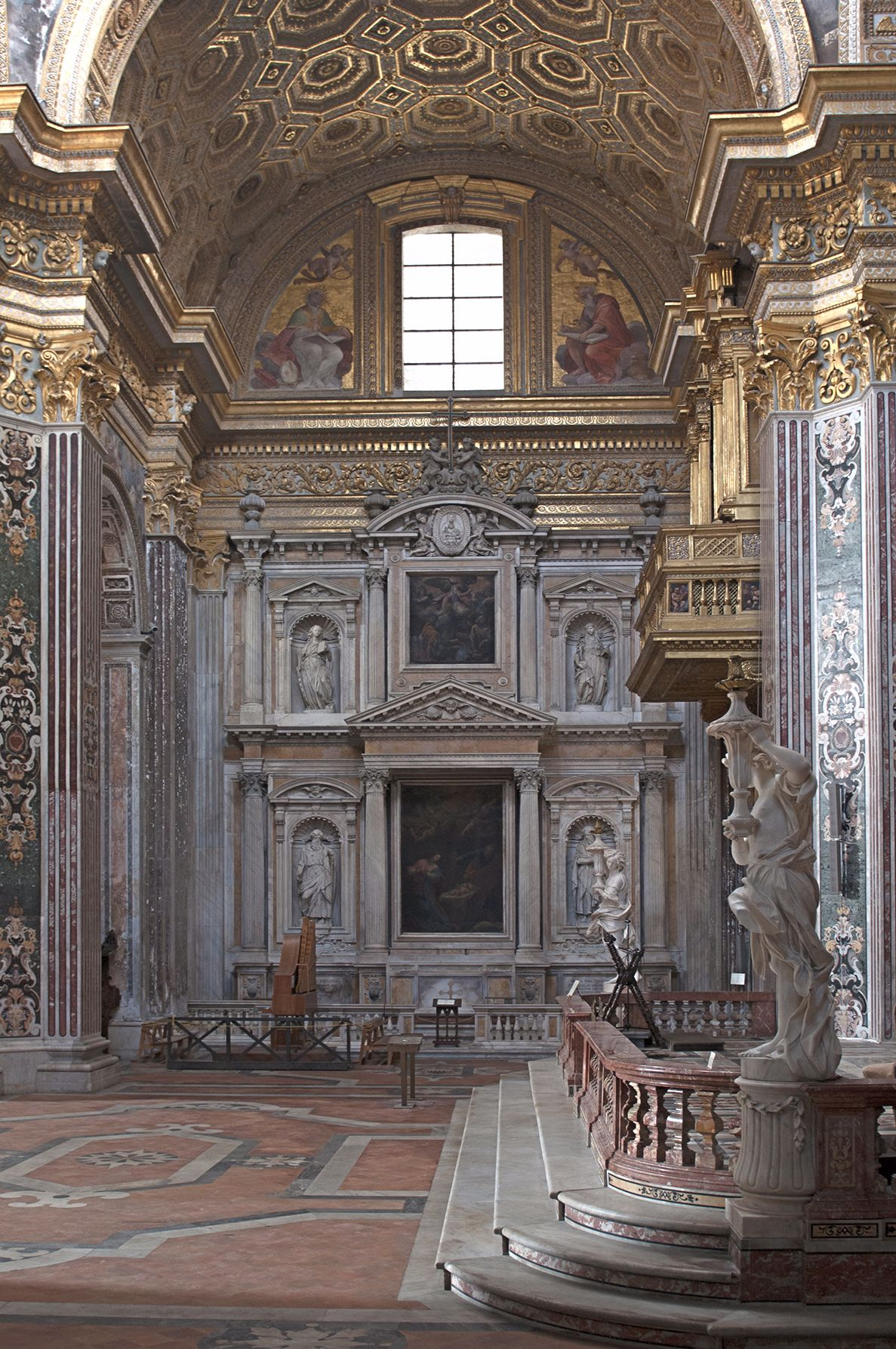
Linkes Querschiff

### Querschiff
Die große Kapelle am linken Ende des Querschiffs wird Cappellone della natività genannt, nach dem Altargemälde der Geburt Jesu von Pomarancio. Die marmorne Architektur des Altars wurde zu Beginn des 17. Jahrhunderts nach Plänen von G. A. Dosio geschaffen, die Skulpturen sind von Pietro Bernini.
Gegenüber im rechten Querschiff liegt die Kapelle der Märtyrer (Cappellone dei martiri), die in Anlehnung an die Geburtskapelle, aber vollkommen aus Holz geschnitzt wurde. Hinter den bemalten Paneelen und dem mittleren Altarbild waren Reliquiare eingelassen, von denen heute noch neun Exemplare erhalten sind.

### Seitenkapellen

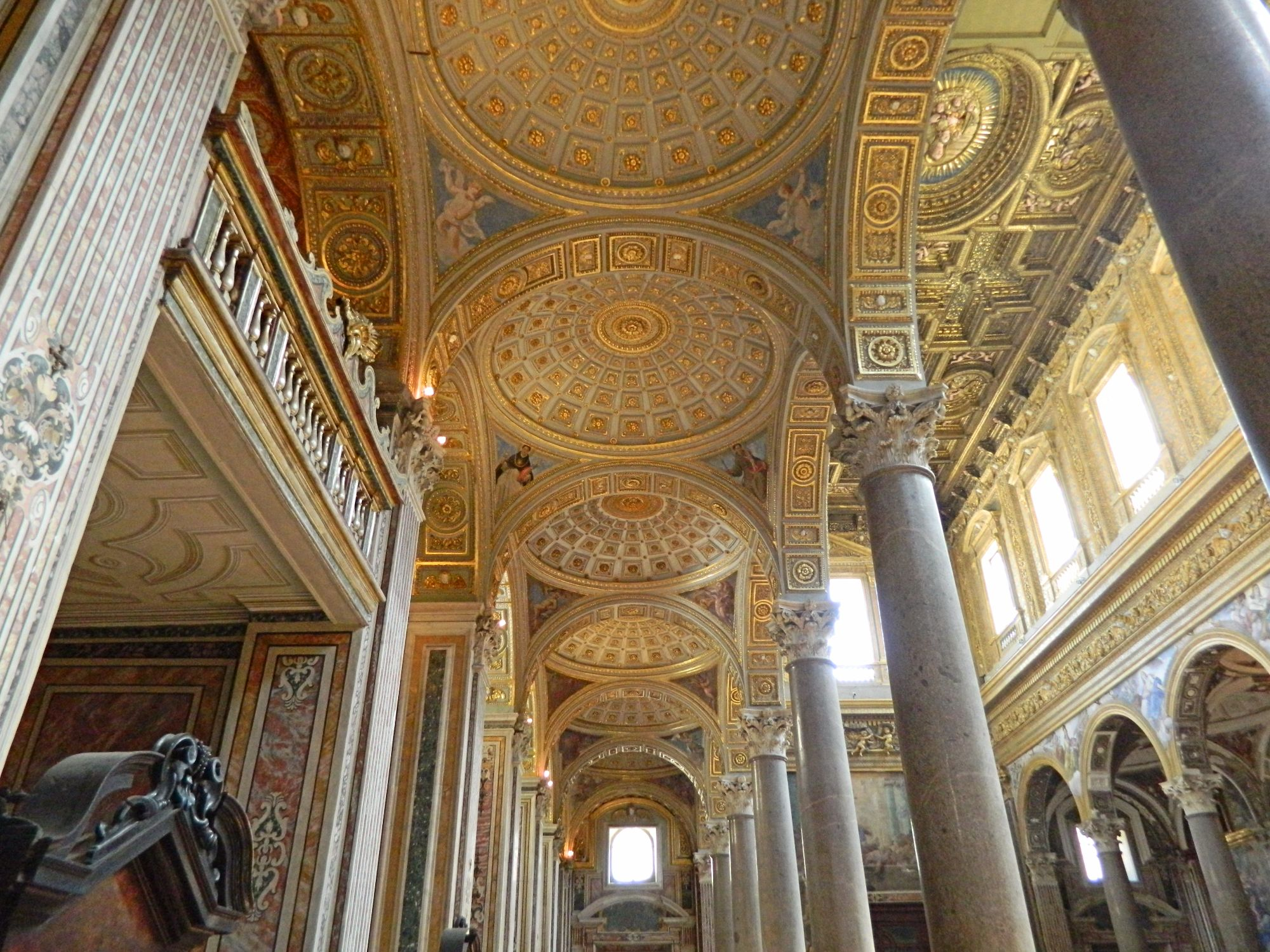
Gewölbe der rechten Seitenkapellen

Einzigartig ist die regelmäßige Gleichförmigkeit der Seitenkapellen im Vergleich mit anderen neapolitanischen Kirchen, wo es sonst üblich war, dass derjenige, der das jus patronatus über eine einzelne Kapelle besaß, deren Form und Stil bestimmte. Die Oratorianermönche schafften es jedoch, immer den gleichen Grundplan durchzusetzen, daher ist die Gestaltung ungewöhnlich homogen. Die Basis bildet ein vielfarbiger Marmordekor ähnlich demjenigen in Vierung, Apsis und Querschiff.
Die Kirche enthält einige spätmanieristische Gemälde vom Ende des 16. Jahrhunderts von Fabrizio Santafede, Belisario Corenzio und Cristoforo Roncalli, genannt il Pomarancio.

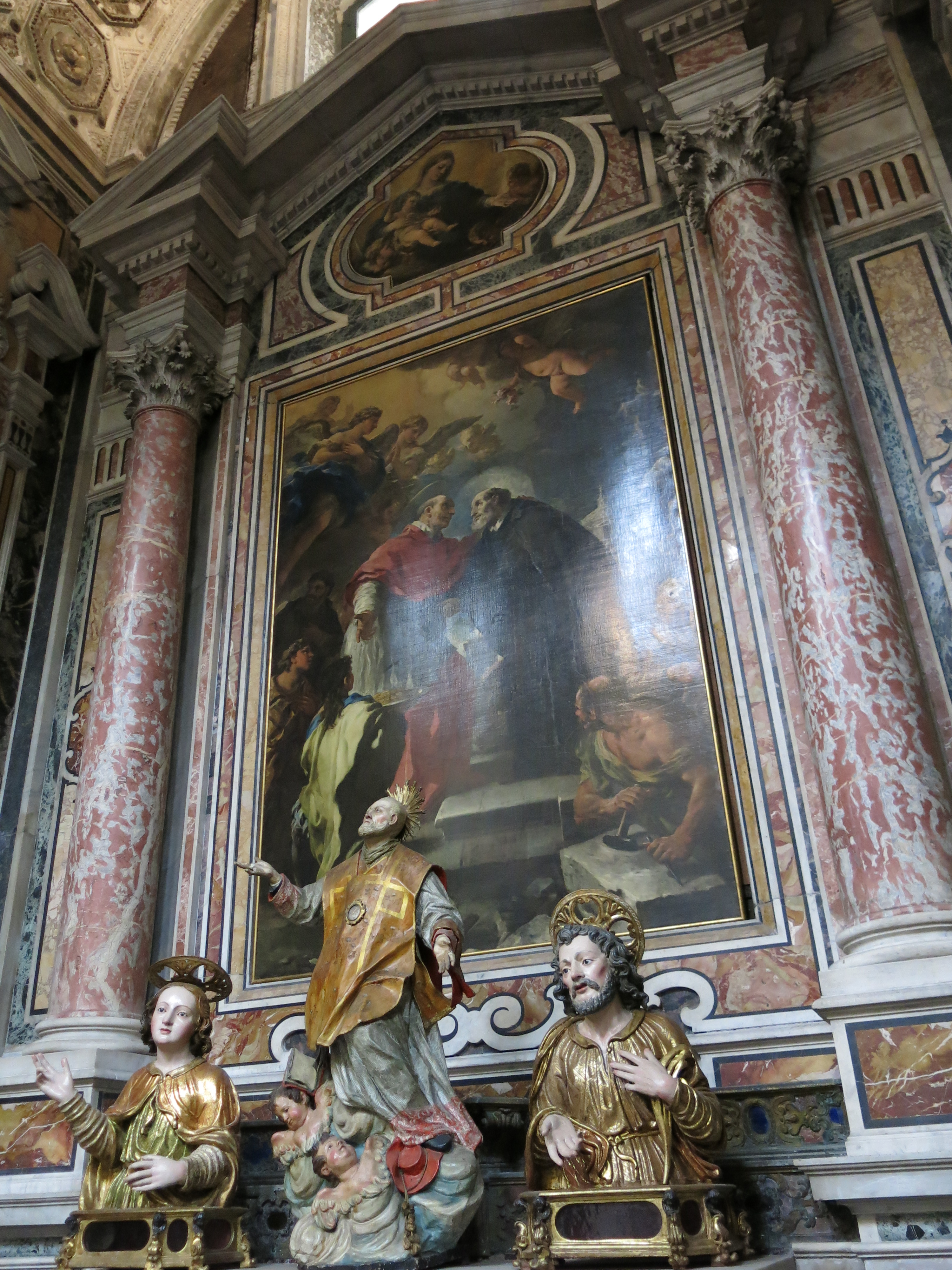
Seitenaltar

Die fünfte Kapelle links beherbergt auf dem Altar ein Meisterwerk von Guido Reni aus den 1620er Jahren: Der heilige Franziskus in Ekstase.
Von Pietro da Cortona ist das Bild des Sant’Alessio (1637) in der ersten Kapelle rechts. Das Interesse der Oratorianer für den Klassizismus der bolognesischen Schule bezeugt außerdem Francesco Gessis Bild von San Girolamo in der zweiten Kapelle rechts.
Es sind insgesamt elf Seitenkapellen, sechs auf der linken Seite (cornu Evangelii) und fünf auf der rechten (cornu Epistulae).

## Sakristei
Die große Sakristei ist einer der bedeutendsten Nebenräume der Kirche, sie liegt in Nähe der Apsis. Im Deckengewölbe befindet sich die Glorie des heiligen Filippo Neri, die im alten Führer von Celano von 1692 Luca Giordano zugeschrieben wird, aber laut jüngeren Studien möglicherweise ein Werk von Giovan Battista Beinaschi ist; die übrigen Malereien mit Engeln stammen von Nicola Maria Rossi.
Die ursprüngliche Gestaltung des Raums aus dem 17. Jahrhundert wurde im Spätbarock auf Wunsch von Kardinal Vincenzo Maria Orsini di Gravina verändert, der 1724 als Benedikt XIII. Papst wurde. Die Veränderungen betrafen insbesondere den Fußboden aus exquisiten Marmorintarsien und die Schränke aus Nussbaum mit dem Kardinalswappen.
Der marmorne Altar wurde Mitte des 18. Jahrhunderts von Carlo Tucci geschaffen, als „Rahmen“ für Guido Renis Begegnung von Christus und Johannes dem Täufer, die heute in der Bildergalerie der Girolamini hängt (siehe unten); hier in der Sakristei befindet sich eine alte Kopie.
Die prächtigen Türen sind mit Intarsien aus verschiedenen Hölzern eingelegt und teilweise vergoldet, im Zentrum der Dekoration sieht man die Symbole des Ordens: Lilien und ein achtstrahliger Stern. 1750 bemalte Leonardo Olivieri die kleine Kuppel. In der Sakristei und im angrenzenden Raum wurde früher die Gemäldesammlung der Oratorianer aufbewahrt, die heute im Museum in der Quadreria ausgestellt ist.

Sakristei der Girolamini
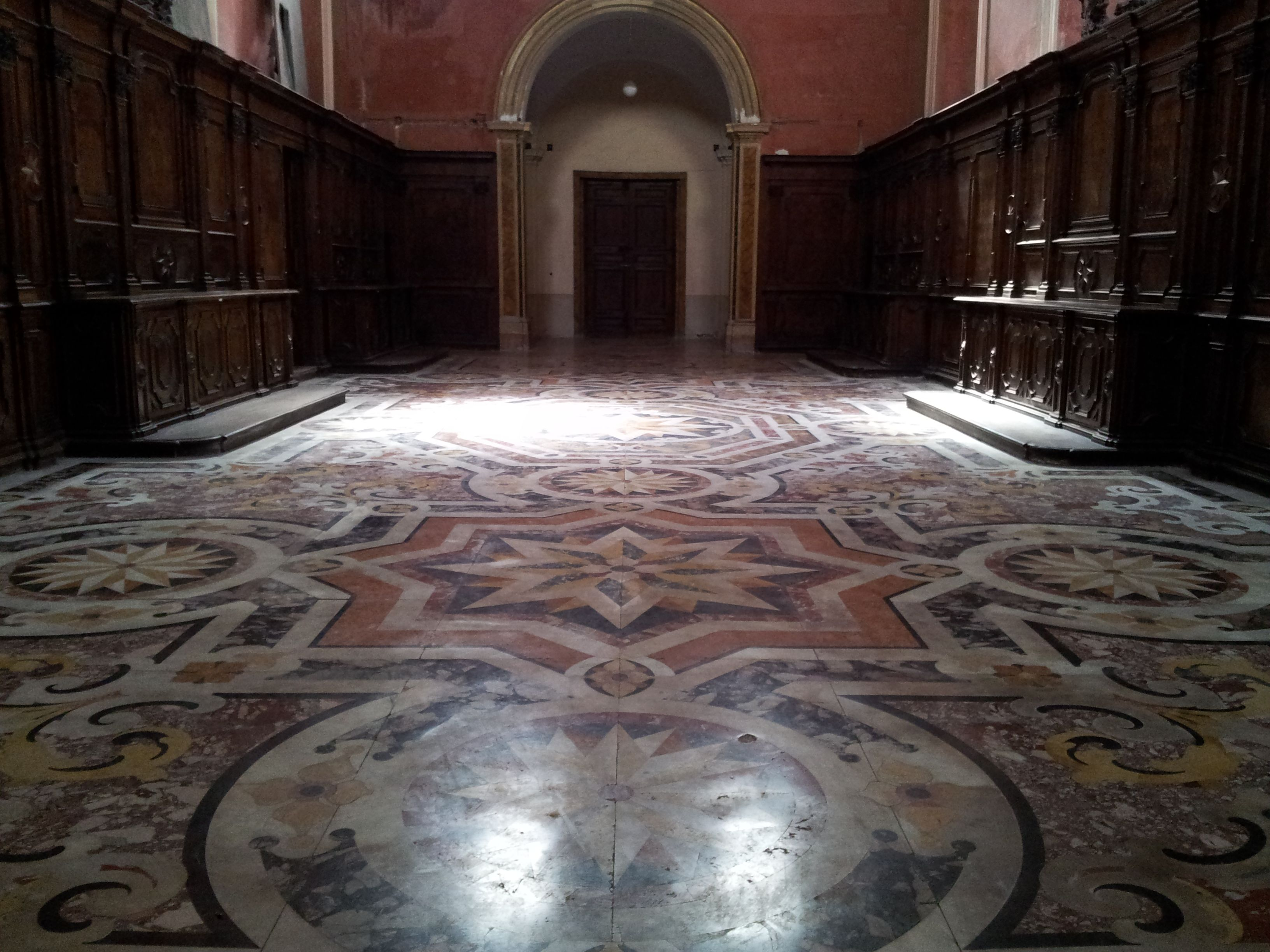
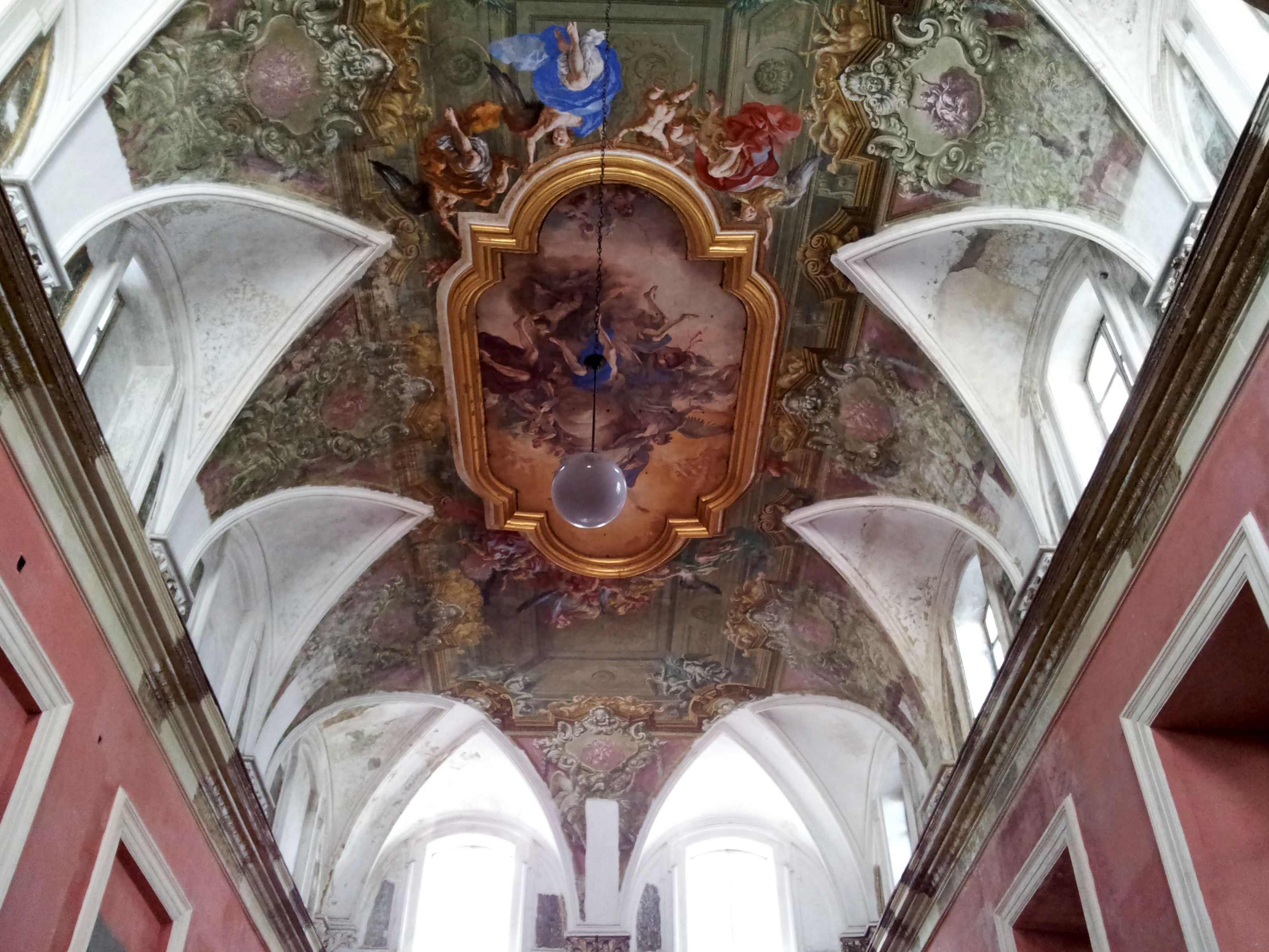

## Oratorio dell’Assunta

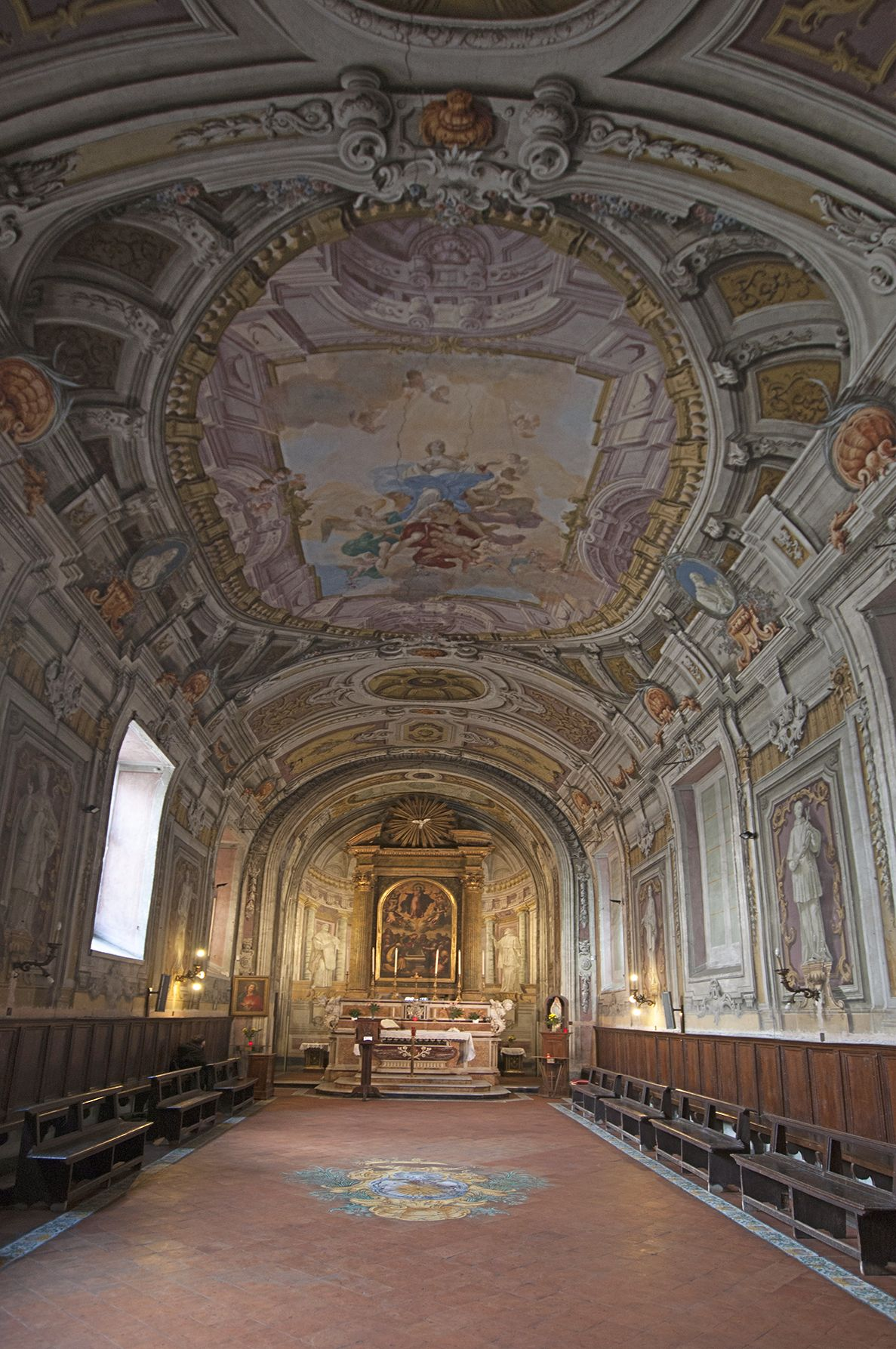
Oratorio dell’Assunta

Das Oratorio dell’Assunta (auch: cappellone dell’Assunta) ist durch eine Tür im rechten Seitenschiff der Kirche zu erreichen, in Richtung des ehemaligen Palazzo Seripando an der Via Duomo. Es ist eins von insgesamt fünf Oratorien des Complesso dei Girolamini und ist nach der Himmelfahrt Mariä benannt. Alternativ wurde es auch als cappella degli Artisti (Kapelle der Künstler) bezeichnet, weil sich früher in diesem Saal die Künstler und ihre „Handlanger“ versammelten, und auch die Händler, welche allerdings ursprünglich ein eigenes Oratorium im Konvent hatten, das sogenannte Oratorio dei Mercanti.
Die Dekoration stammt aus dem späten 16. und aus dem 18. Jahrhundert. Das Gemälde der Himmelfahrt Mariä auf dem Altar wird Fabrizio Santafede zugeschrieben. Die Fresken aus dem 18. Jahrhundert schufen Giuseppe Funaro und Crescenzo Gamba: der letztere ist der Urheber des Trompe-l’œil in der Mitte der Decke.

## Kreuzgänge
Zum Kloster der Girolamini gehören zwei Kreuzgänge, der kleine ist der Chiostro della Porteria, und der große wird wegen der in ihm befindlichen Orangenbäume auch Chiostro degli aranci genannt.

### Kleiner Kreuzgang „della porteria“

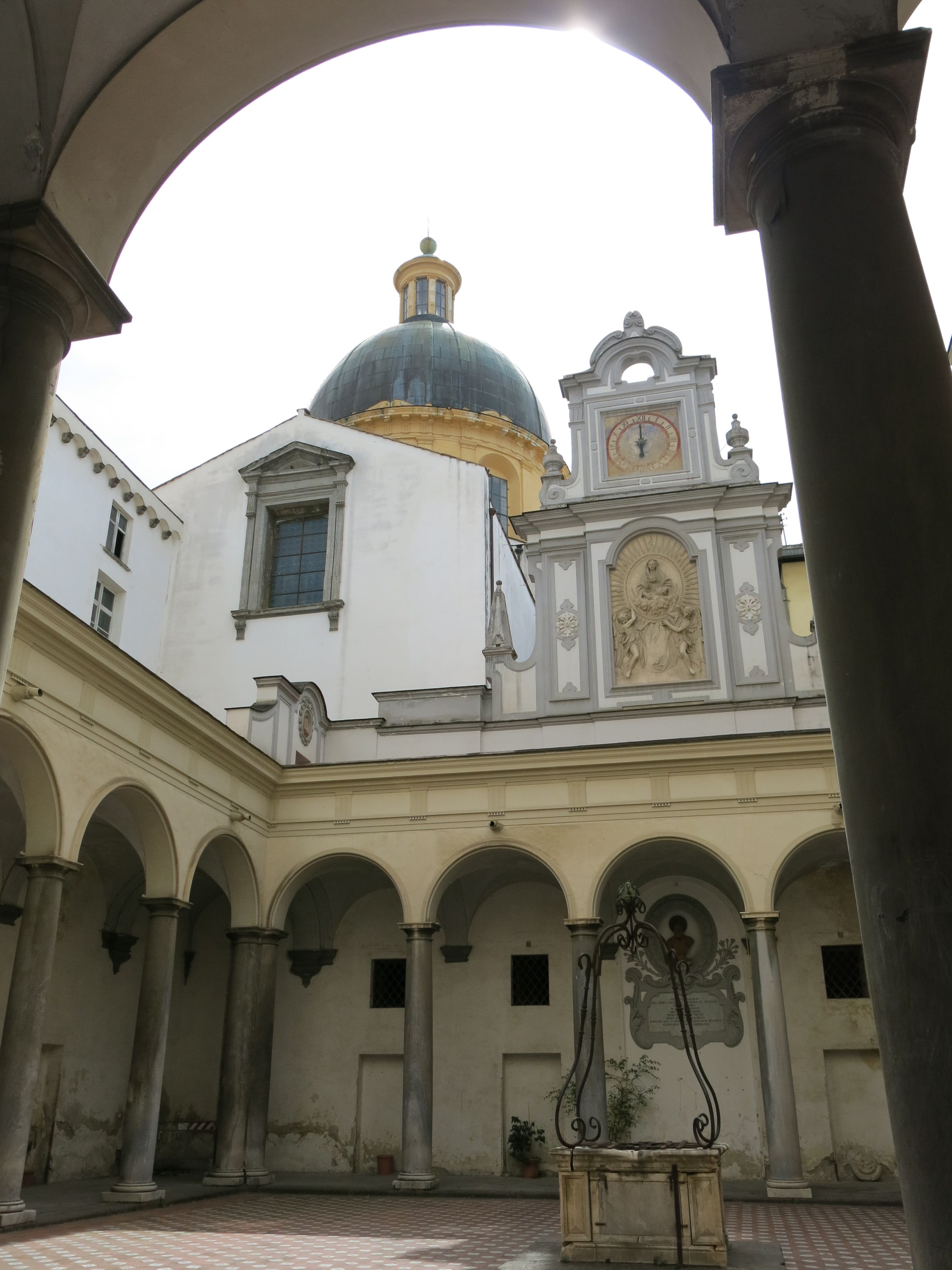
Kleiner Kreuzgang della porteria

Der Chiostro della Porteria (Kreuzgang der Pforte) wurde von Giovanni Antonio Dosio entworfen und an der Wende vom 16. zum 17. Jahrhundert erbaut, an der Stelle des ehemaligen Palazzo Seripando. Sein quadratischer Grundriss, die Wandelgänge mit Tonnengewölbe und die von je vier Säulen an jeder Seite getragenen Bögen erinnern stilistisch an den Kreuzgang der Certosa di San Martino, der ebenfalls ein Werk von Dosio ist. Der Brunnen in der Mitte des Hofes stammt aus dem 17. Jahrhundert, er ist aus weißem Marmor und grauem Stein und trägt als Relief eingraviert den Stern und das Monogramm “OR” als Symbole des Oratorianerordens. Der Fußboden aus ziegelroten Cotto-Kacheln und kleinen blau-weißen Maiolica-Fliesen stammt aus dem 19. Jahrhundert. Der Kreuzgang wird dominiert vom Uhrturm mit einem Relief der Madonna della Vallicella, das von Engeln gehalten wird.

### Großer Kreuzgang „degli aranci“

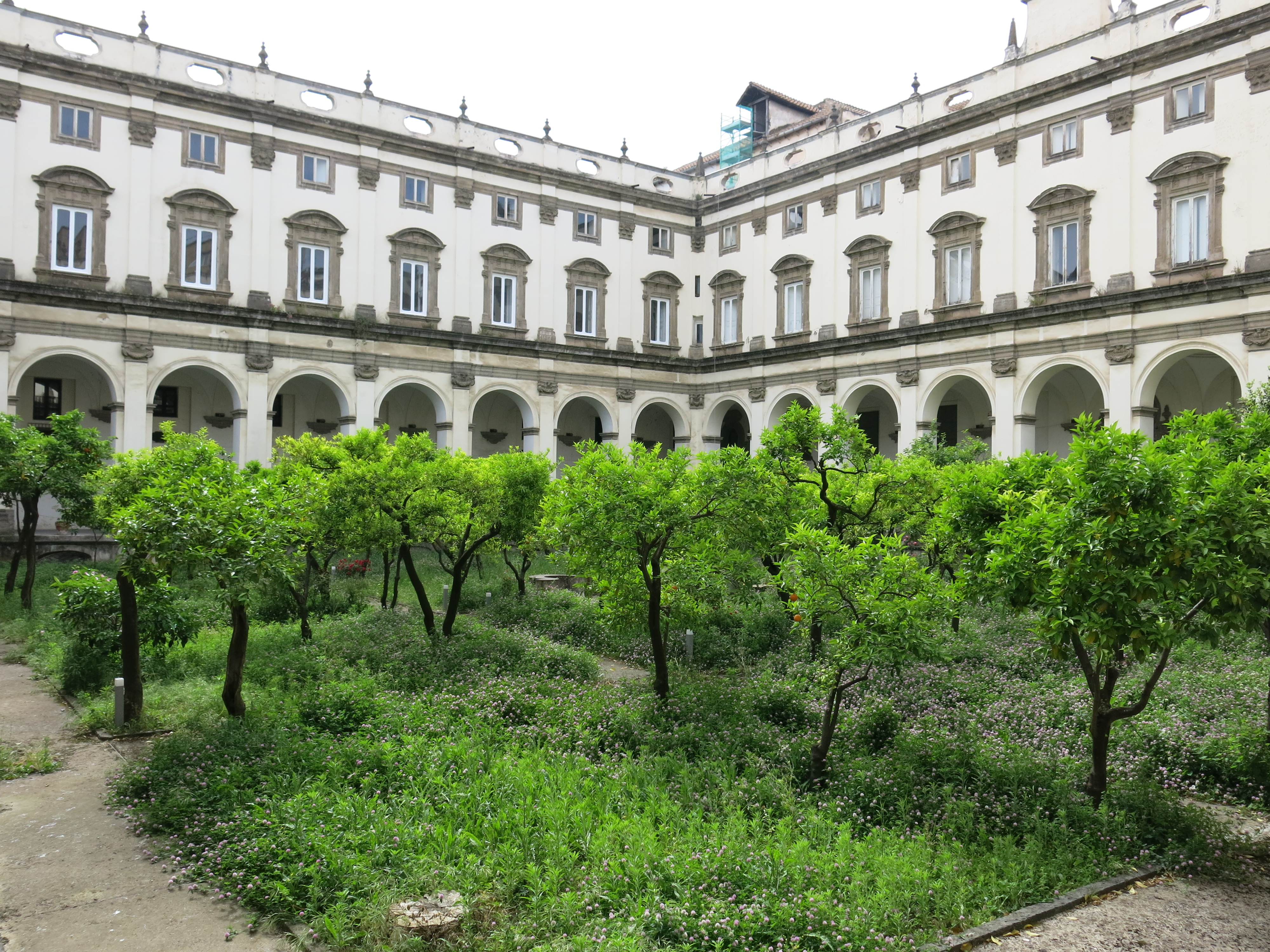
Großer Kreuzgang „der Orangen“

Der große Chiostro degli aranci wurde in den 1630er Jahren durch die Architekten Dionisio di Bartolomeo Nencioni und Dionisio Lazzari erbaut und ist an den Seiten von monumentalen Arkaden umgeben. An den kürzeren Wänden sind es acht Bögen, und an den beiden Längswänden neun, die sich mit Lesenen abwechseln. Die Kapitelle mit Girlanden und Mascarons und die eleganten Fensterrahmen sind charakteristisch für die toskanische Architektur des 16. Jahrhunderts und auch in Neapel weit verbreitet. Die architektonische Gliederung wird durch den Kontrast zwischen dem dunklen Piperno, einem Gestein vulkanischen Ursprungs, und den weißen Wänden hervorgehoben.
Vom Wandelgang des Kreuzgangs steigt man hinauf zu den alten Räumlichkeiten der Oratorianermönche, zur Quadreria (Bildergalerie) und zur berühmten Bibliothek.

## Quadreria dei Girolamini

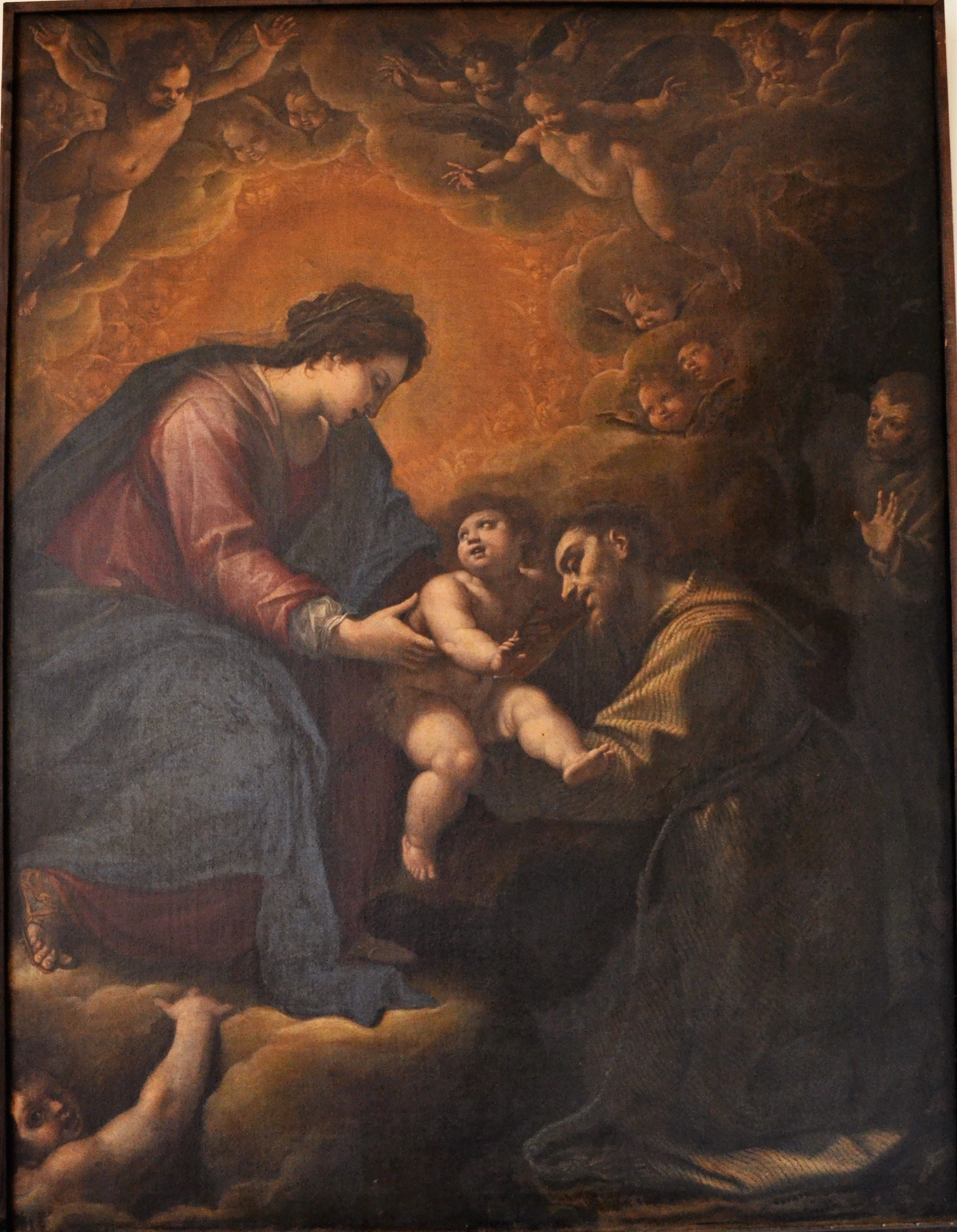
Cristofaro Roncalli genannt „Pomarancio“: Madonna mit Kind und dem Heiligen Franziskus

Die Quadreria dei Girolamini war die erste Bildergalerie von Neapel, deren Bestände sich zusammensetzen aus Bildern, die ursprünglich für die Kirche und ihre Nebenräume geschaffen wurden, und aus Schenkungen einiger Kunstsammler. Den Beginn machte 1622 Domenico Lercaro, ein reicher Schneider und Stoffhändler, der dem Orden testamentarisch all seine Möbel und Kunstwerke vermachte: dazu gehörten die Bilder Begegnung Christi mit Johannes dem Täufer und der San Girolamo von Francesco Gessi, die erst nach dem Tod des Stifters fertig wurden. Eine weitere wichtige Sammlung war die der Familie Milano, die 1631 zu den Girolamini kam.
Ursprünglich war die Sammlung in der Sakristei der Kirche untergebracht, so wie es Domenico Lercaro in seinem Testament bestimmt hatte. Erst 1961 wurde die Sammlung reorganisiert. Nach dem Erdbeben von Irpinia 1980 war sie 15 Jahre lang geschlossen und wurde dann 1995 wiedereröffnet. Heute befindet sich die Galerie in einigen Sälen des ersten Stocks im Klostergebäude, die man durch den Chiostro degli aranci erreicht (siehe oben).
Die ausgestellten Werke entstammen einem Zeitraum vom Beginn des 16. bis zur Mitte des 18. Jahrhunderts. Eines der ältesten Bilder der Sammlung ist die Anbetung der Könige von Andrea Sabatini da Salerno von 1513. Zu den bemerkenswertesten Werken aus dem 16. Jahrhundert gehören des Weiteren Gemälde vom Cavalier d’Arpino und eine Anbetung der Könige von Federico Zuccari sowie Werke von Lucas von Leyden und Bartholomäus Spranger; außerdem eine Madonna mit Kind aus der griechischen Schule von Kreta.
Bemerkenswert sind auch mehrere Werke von Fabrizio Santafede und Giovanni Bernardo Azzolino, und eine Madonna mit Kind und dem Heiligen Franziskus von Cristoforo Roncalli, genannt il Pomarancio.

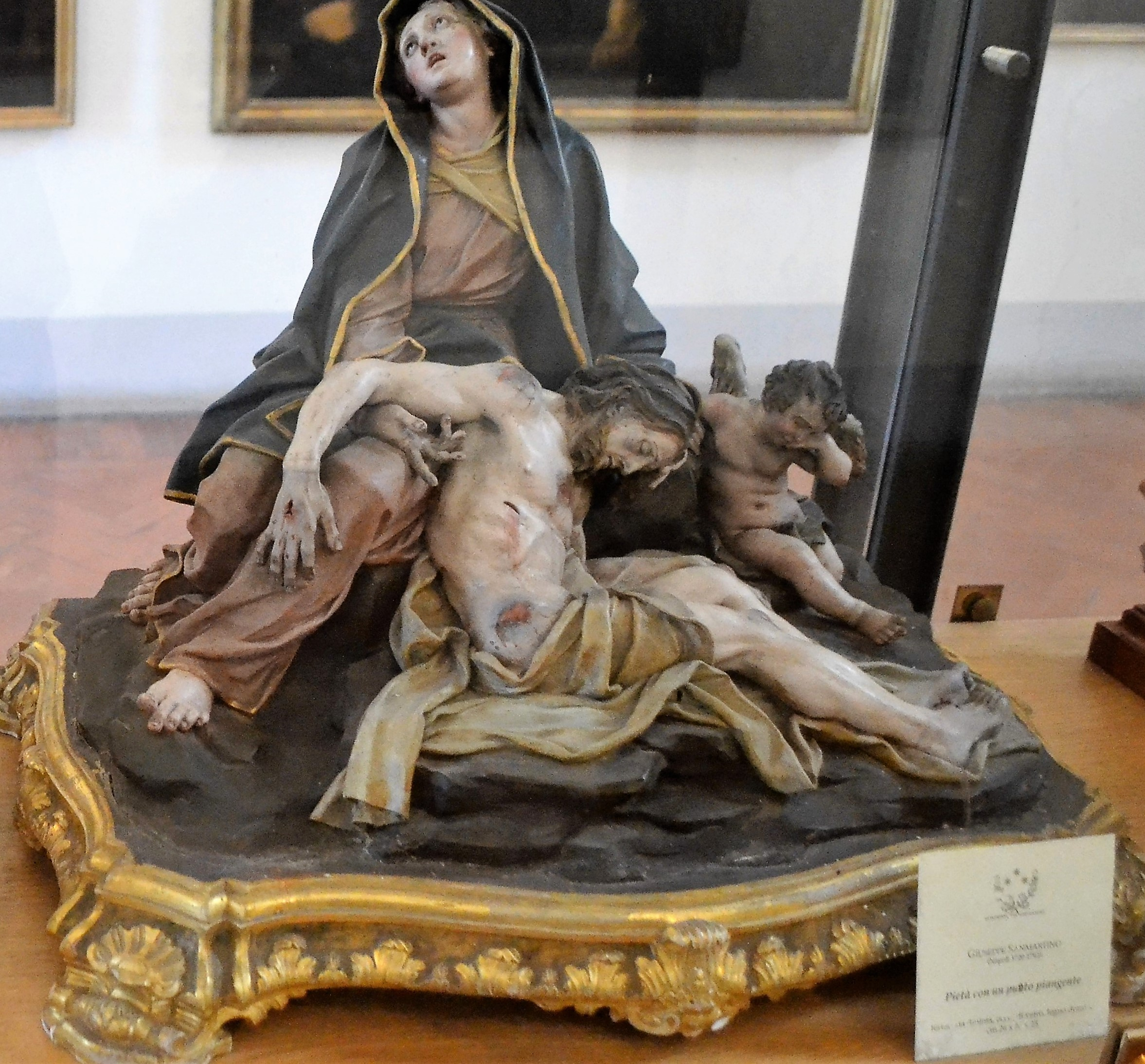
Pietà von Giuseppe Sanmartino

Gut repräsentiert ist die neapolitanische Schule der Caravaggisten, denen die Sammlung auch einige ihrer größten Meisterwerke verdankt: die Taufe Christi von Battistello Caracciolo, eine Serie von Apostelbildnissen (Petrus, Paulus, Jacobus, „Andreas“) und die Geißelung Christi von Jusepe de Ribera, sowie einige Werke von Massimo Stanzione, besonders das Gastmahl zu Emmaus. Glanzstücke der Sammlung sind außerdem Guido Renis Flucht nach Ägypten und Begegnung Christi mit Johannes dem Täufer.
Aus dem Hochbarock sind Werke von Andrea Vaccaro, Paolo De Matteis und Luca Giordano zu sehen, sowie einige Bozzetti von Francesco Solimena zu den Fresken von Moses und David in der Kirche, und Werke von Ludovico Mazzanti: Tod des Hosia und Vertreibung des Heliodorus.
Neben den Gemälden gehören zur Sammlung auch Skulpturen, wie insbesondere ein Christus am Kreuz und eine Pietà aus Holz von Giuseppe Sanmartino, der Ende des 18. Jahrhunderts mehrere Werke für die Kirche und ihre Fassade schuf.

Bilder der Quadreria dei Girolamini (Auswahl)
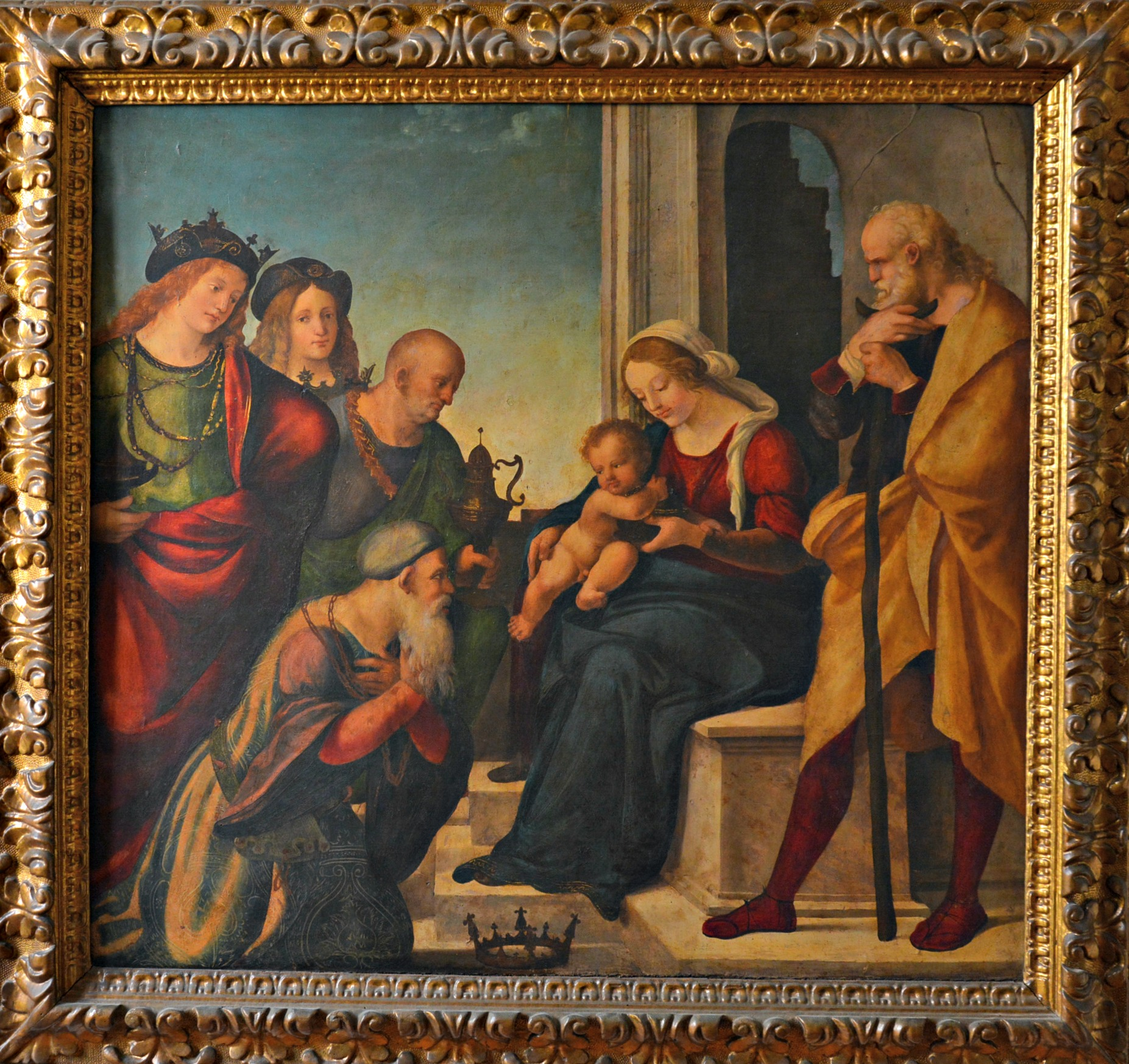
Anbetung der Könige von Andrea Sabatini
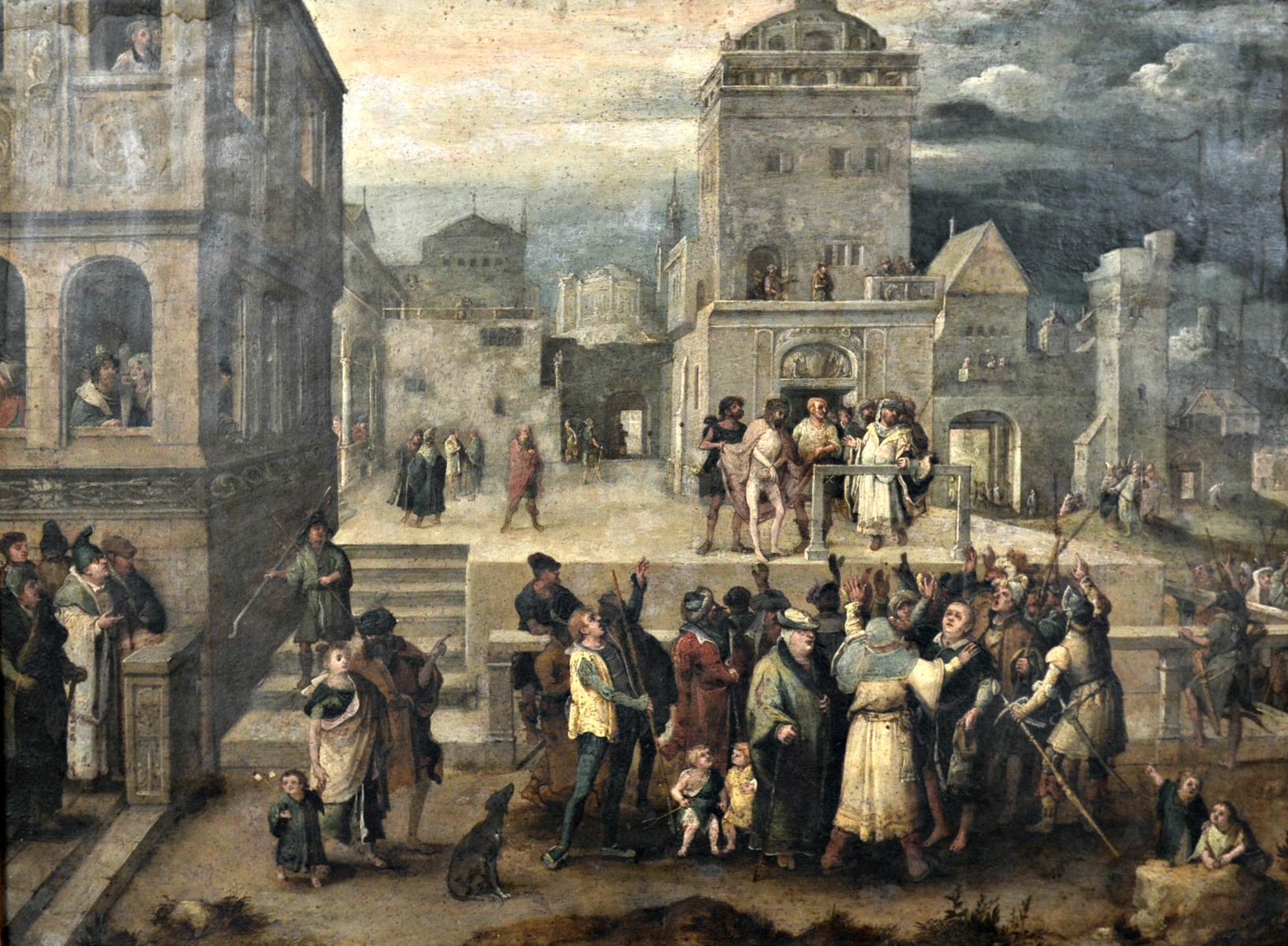
Ecce Homo, Anonymus, flämische Schule, 16. Jhd.
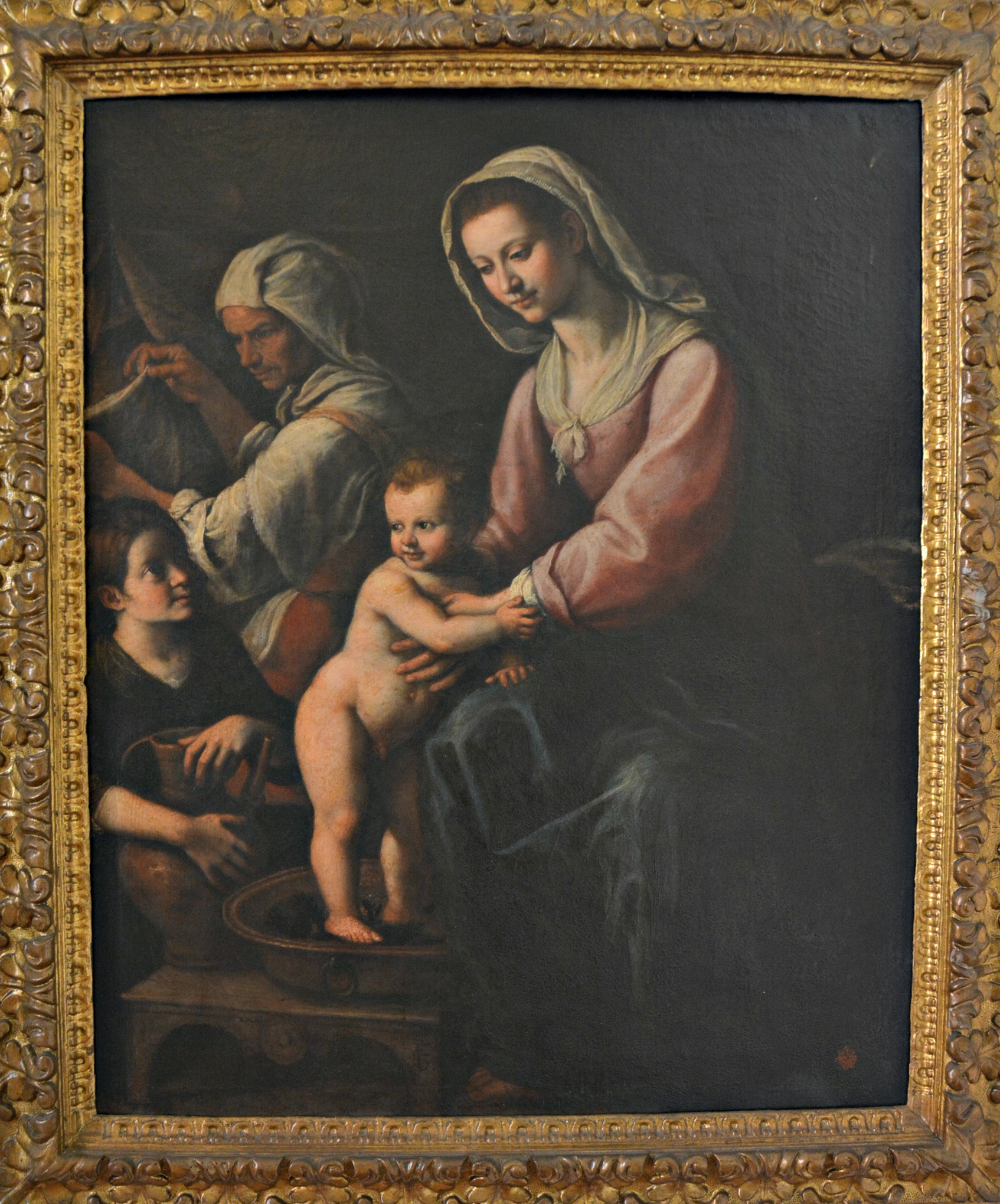
Bad des kleinen Jesu (Jesus und Johannes d. Täufer) von Fabrizio Santafede
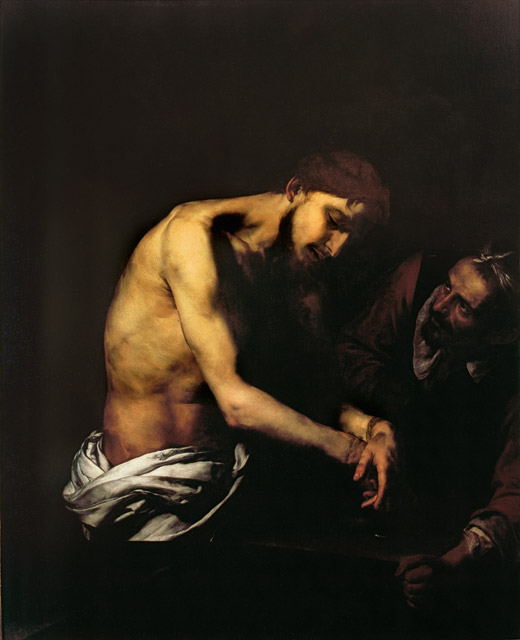
Geißelung Christi von Jusepe de Ribera
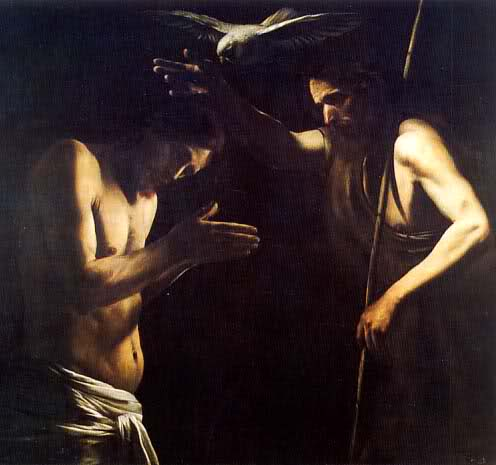
Battistello Caracciolo: Taufe Christi
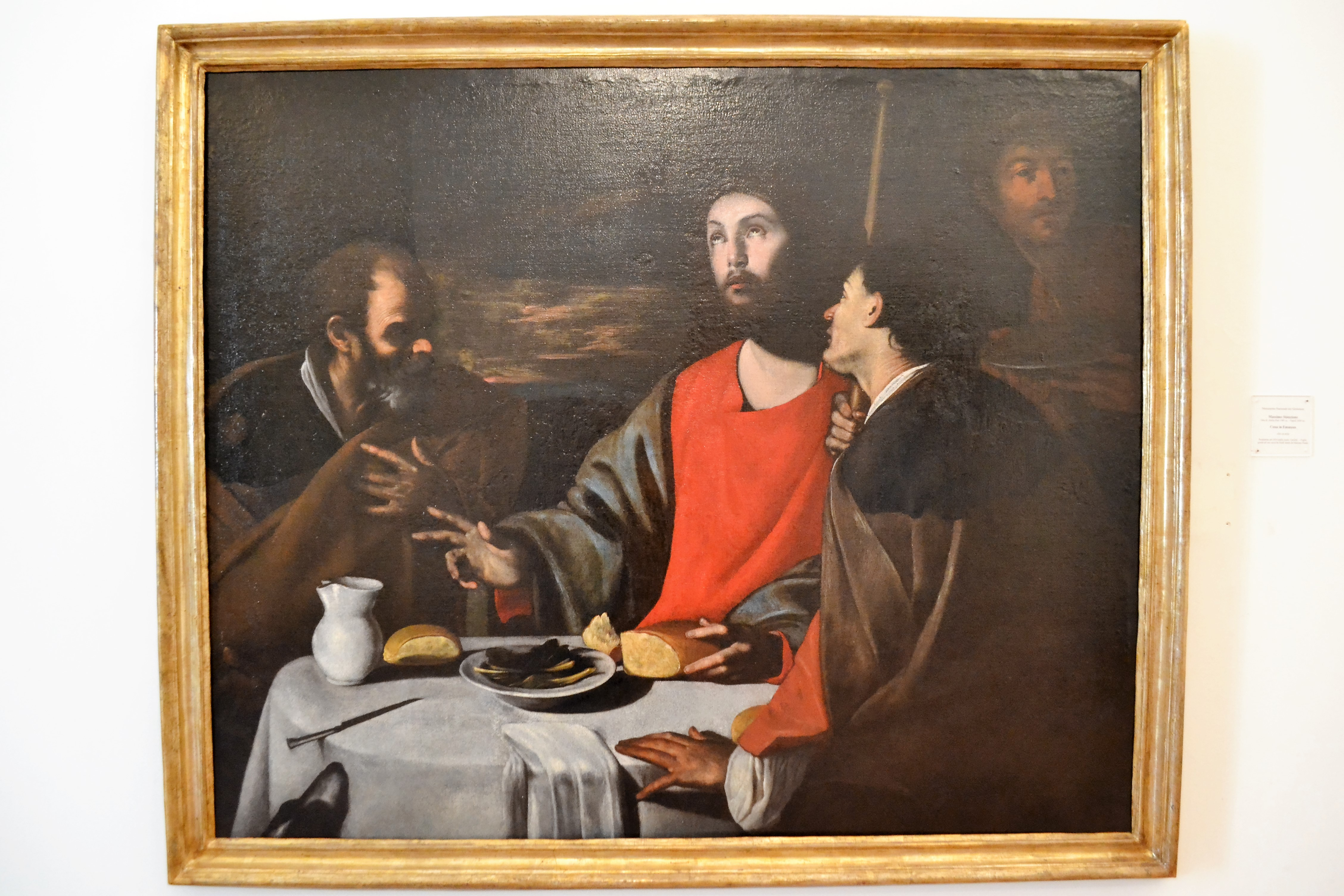
Gastmahl von Emmaus von Massimo Stanzione
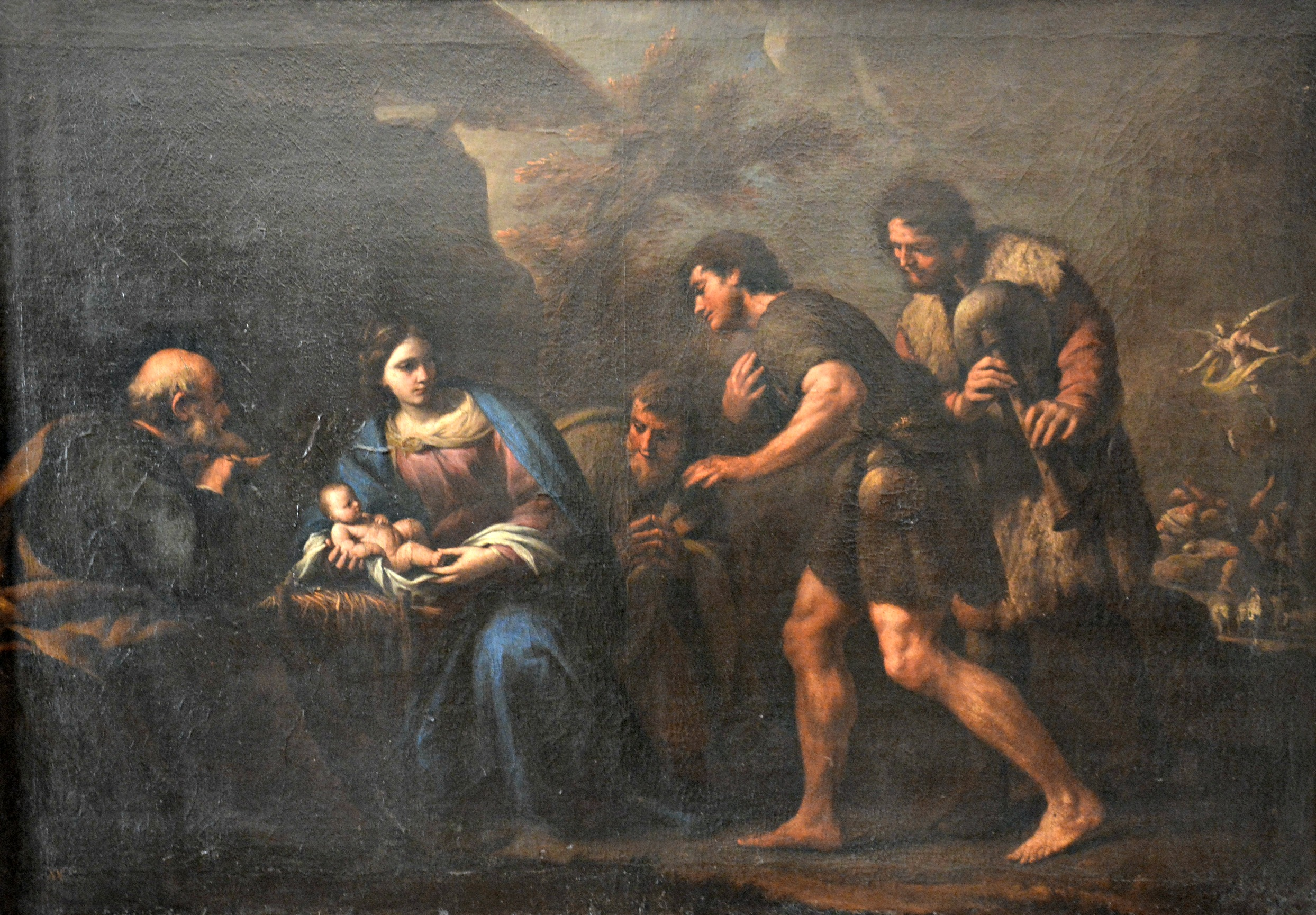
Anbetung der Hirten von Andrea Vaccaro
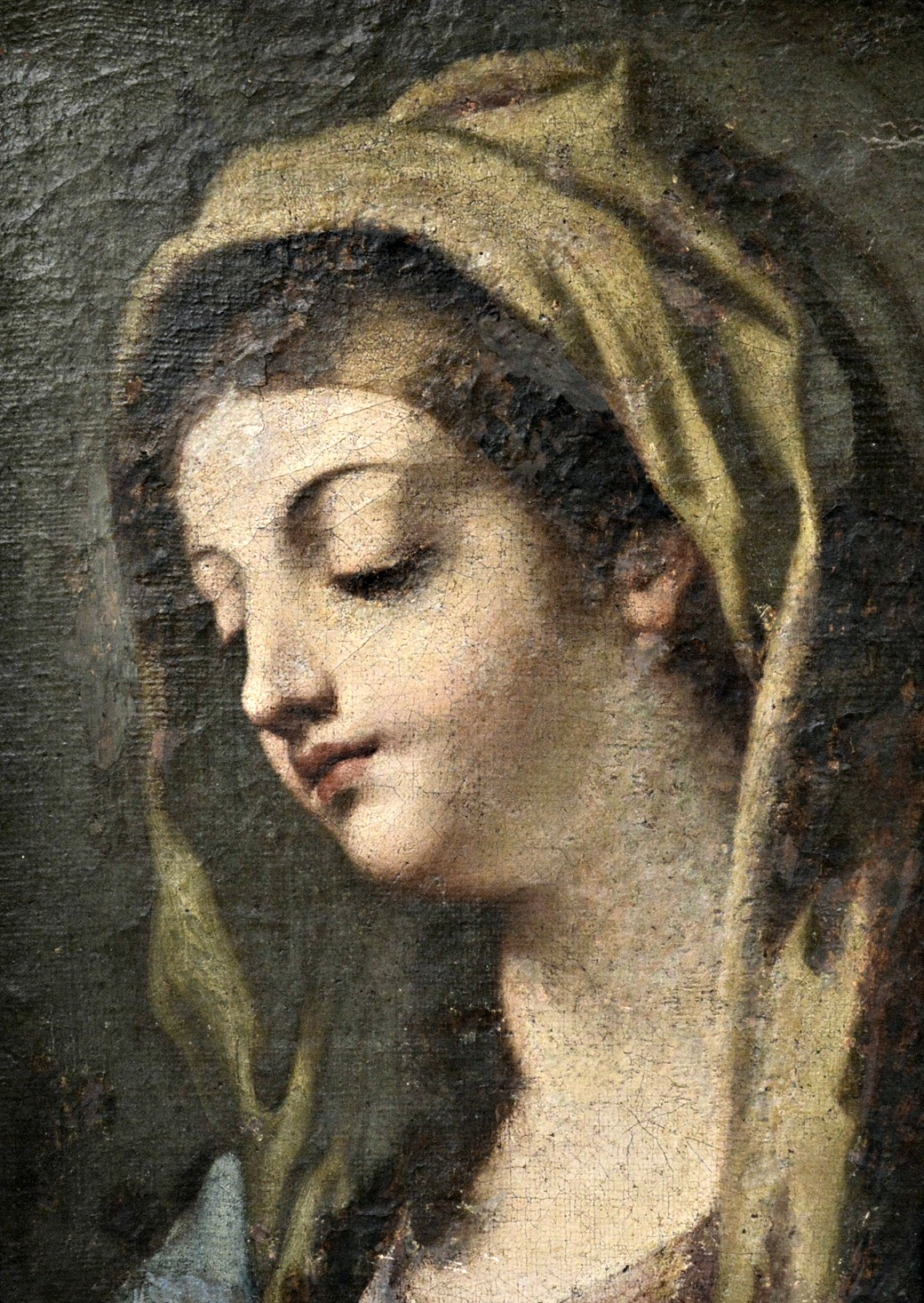
Madonna von Paolo De Matteis
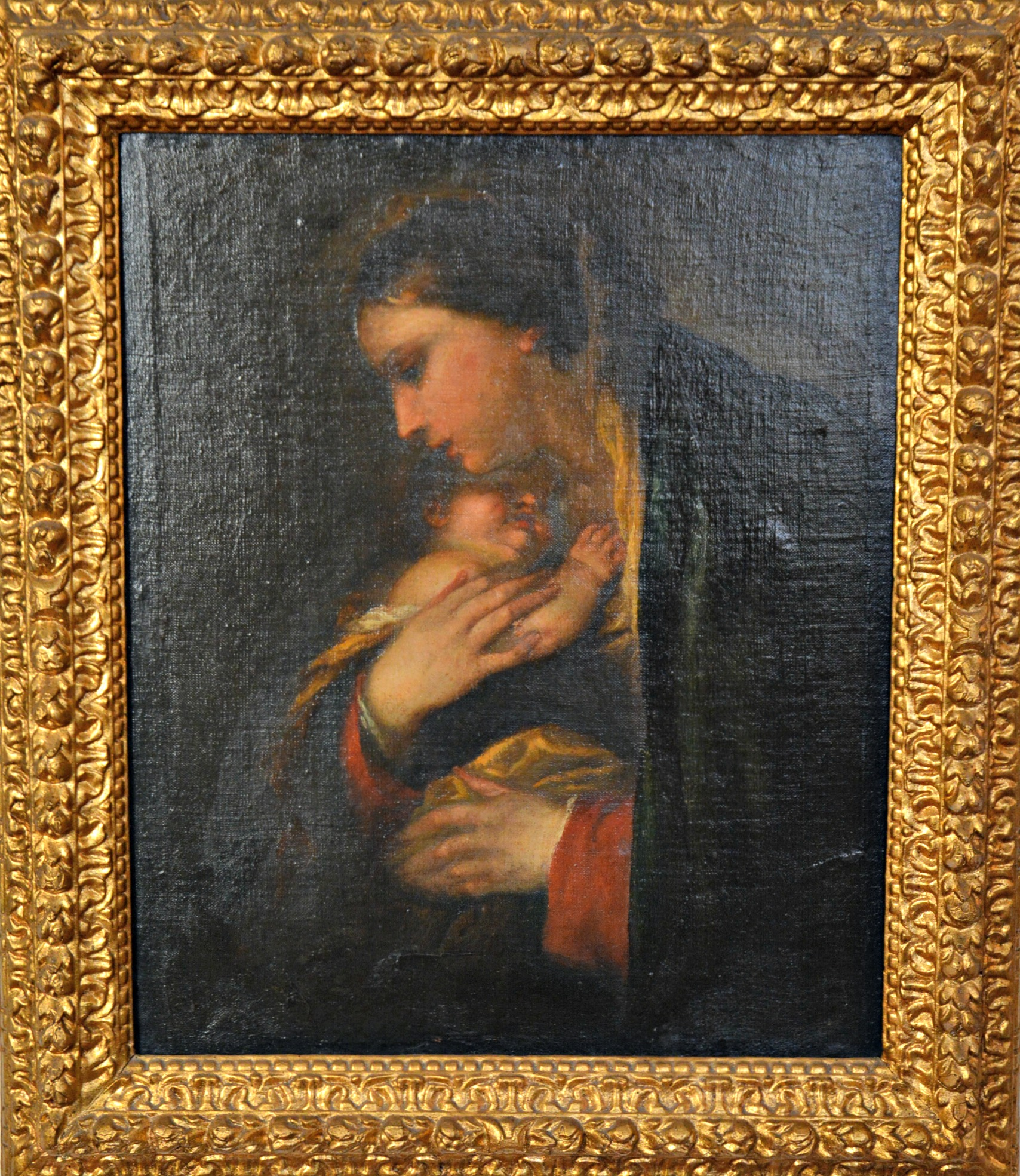
Madonna mit Kind von Luca Giordano

### Moderne Quellen
(alphabetisch sortiert)
- AA.VV.: La quadreria dei Girolamini. Elio De Rosa Editore, 1995.
- AA.VV.: Napoli e dintorni. Touring Club Italiano, Mailand 2007, ISBN 978-88-365-3893-5.
- Bollettino d’Arte. nº 71 del Ministero per i Beni culturali e Ambientali, Istituto Poligrafico e Zecca dello Stato, Rom 1992.
- De Castris – Middione: La quadreria dei Girolamini. Führer, Neapel 1986.
- Loredana Gazzara: Complesso dei Girolamini. In: Napoli. Mondadori-Electa, Mailand 2007, S. 61.
- Antonella Marciano: Giovanni Antonio Dosio fra disegno dell'antico e progetto; Scuola di Pitagora editrice. Neapel 2008.
- Achille della Ragione: Finalmente riapre la chiesa dei Girolamini. Neapel 2009.
- Vincenzo Regina: Le chiese di Napoli. Viaggio indimenticabile attraverso la storia artistica, architettonica, letteraria, civile e spirituale della Napoli sacra. Newton e Compton editore, Neapel 2004.

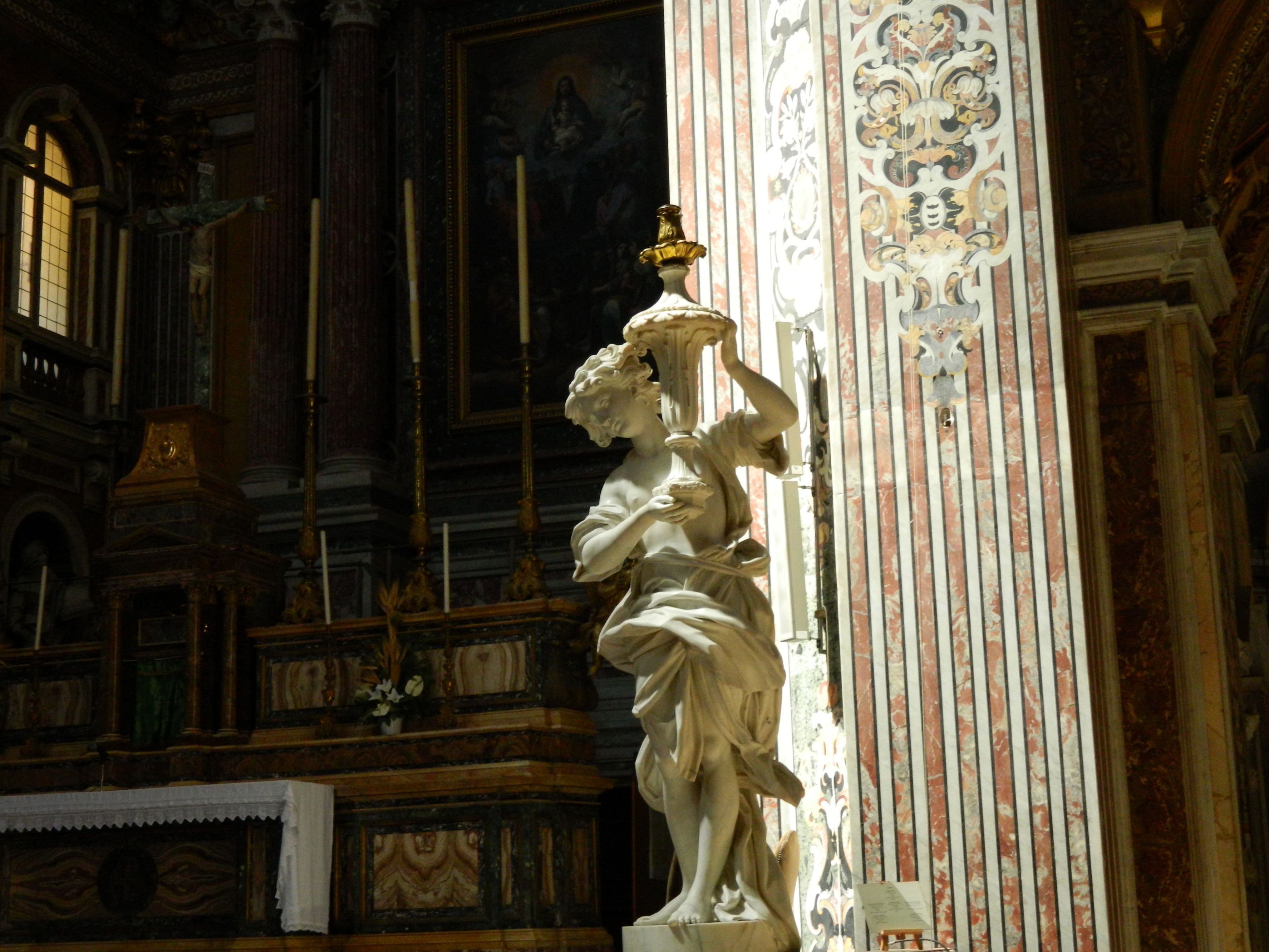
Rechter Engelsleuchter von Sanmartino

### Historische Quellen
(in chronologischer Reihenfolge)
- D’Engenio: Napoli Sacra. 1623.
- Carlo de Lellis: Supplimento a Napoli sacra di Cesare d’Eugenio Caracciolo. Neapel, 1654.
- Luigi Scaramuccia: Le finezze de pennelli italiani. 1674.
- Sarnelli: Guida de forestieri Neapel, 1688.
- Celano: Delle Notitie del bello, dell’antico, e del curioso della Città di Napoli . 1692.
- Domenico Antonio Parrino: Guida de’ forestieri. 1751.
- Giuseppe Sigismondo: Descrizione Della Città Di Napoli E Suoi Borghi. Volume 1, Neapel, 1788.
- Luigi Catalani: Le chiese di Napoli. Descrizione storica ed artistica dell’architetto Luigi Catalani. Vol. I, Tipografia fu Migliaccio, Neapel 1845.
- Giuseppe Ma. Galanti: Nuova guida per Napoli, e suoi contorni. 1845.
- Vincenzo Corsi: Principali edificii della città di Napoli. 1850.
- Luigi d’Afflitto: Guida per i curiosi e per i viaggiatori che vengono alla città di Napoli. Volume 1, 1854.
- Achille De Lauzières: Descrizione della città di Napoli e delle sue vicinanze divisa in XXX giornate, Volume 2, 1855.
- Camillo Napoleone Sasso: Storia dei monumenti di Napoli e degli architetti che gli edificavano 1856.
- Chiarini: Notizie del bello dell’antico e del curioso della Città di Napoli. 1870.
- Genaro Aspo Galante: Guida sacra della Città di Napoli (1872), hrsg. v. Nicola Spinosa, Neapel 1985, S. 116ff.
- Ceva Grimaldi: Memorie storiche della Città di Napoli. 1911.

## Einzelanmerkungen
1. 1 2 3 4 5 6 7 8 9 10 11 12 13 14 15 16 17 18 19 20 21 22 23 24 25 26 27 28 29 30 31 32 33 34 35 36 37 38 39 40  Informationen über die Kirche und ihre Geschichte auf der Website des Complesso dei Girolamini unter dem Stichwort „Chiesa monumentale“, gesehen am 4. November 2018 (italienisch)
2. 1 2 3 4 5  AA.VV.: Napoli e dintorni. Touring Club Italiano, Mailand, 2007, S. 206.
3. ↑  Giuseppe Sigismondo Descrizione Della Città Di Napoli E Suoi Borghi, Volume 1 Napoli 1788.
4. ↑  AA.VV.: Napoli e dintorni. Touring Club Italiano, Mailand, 2007, S. 207.
5. 1 2 3 4 5 6  Informationen über die Sakristei auf der Website des Complesso dei Girolamini unter dem Stichwort: „sacrestia“, gesehen am 4. November 2018 (italienisch)
6. 1 2  Napoli (Guide rosse), Touring Editore, 2007, ISBN 978-88-365-4344-1 (auch anerkannt vom italienischen Ministero per i beni e le attività culturali)
7. ↑  Gennaro Aspreno Galante: Le Chiese di Napoli. Guida Sacra della Città di Napoli. Neapel (19. Jahrhundert), S. 141.
8. 1 2 3 4 5  Informationen auf der Website des Complesso dei Girolamini unter dem Stichwort „chiostro degli aranci“, gesehen am 4. November 2018 (italienisch)
9. 1 2 3  Informationen auf der Website des Complesso dei Girolamini unter dem Stichwort „chiostro della porteria“, gesehen am 4. November 2018 (italienisch)
10. 1 2 3 4 5  AA.VV., Napoli e dintorni. Touring Club Italiano, Mailand, 2007, ISBN 978-88-365-3893-5, S. 208.